# Harburg (Schwaben)

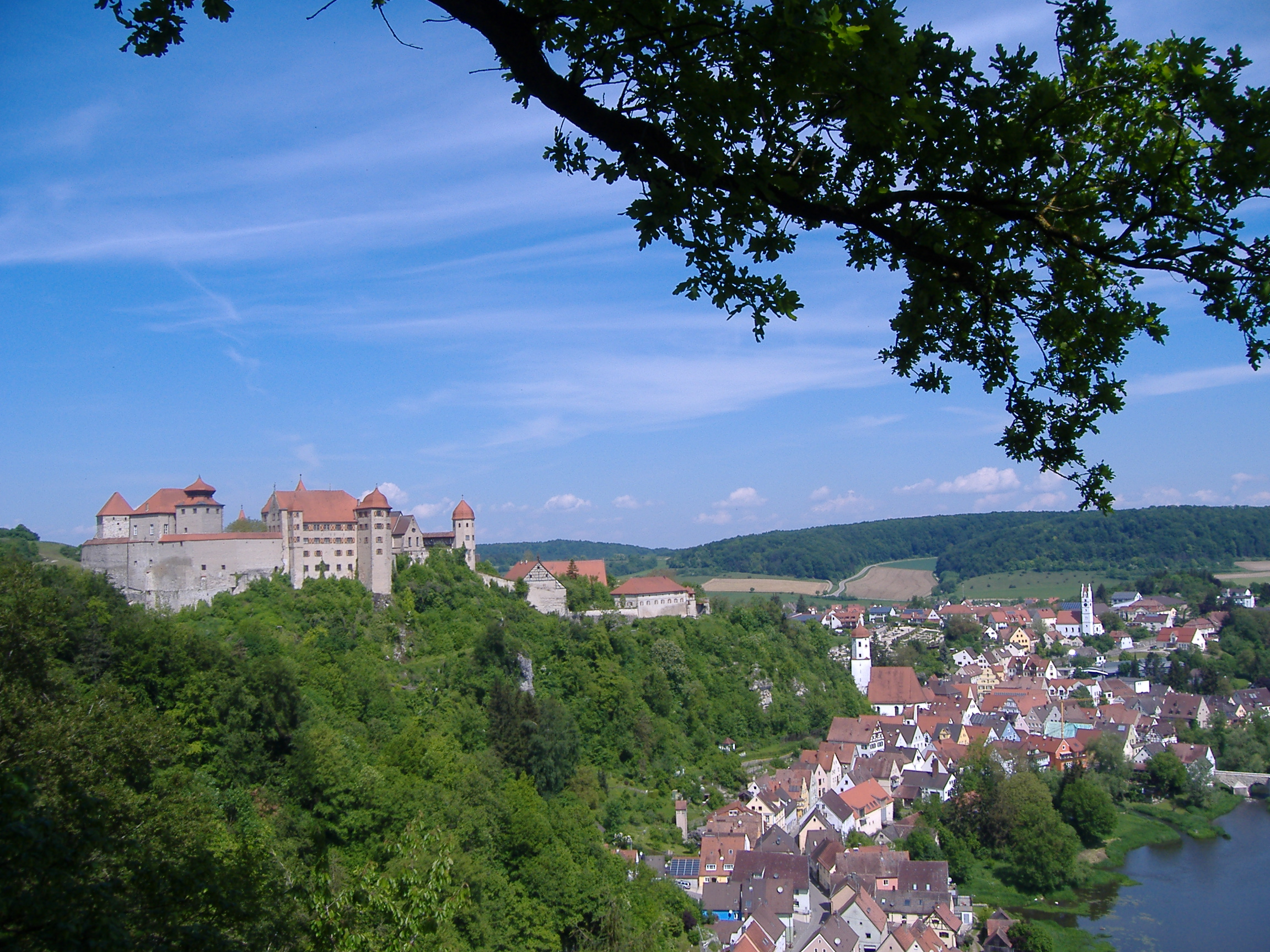
Harburg

Harburg (Schwaben) ([ˈhaːɐ̯bʊʁk] ⓘ) (Rieser-schwäbisch Horburg oder auch Horre) ist eine Stadt im Landkreis Donau-Ries in Schwaben (Bayern). Sie liegt im Tal der Wörnitz an der Romantischen Straße zwischen Nördlingen und Donauwörth. Historisch bedeutend ist die gleichnamige Burg Harburg oberhalb der Stadt. Deshalb trägt Harburg auch den Beinamen „Burgstadt“.

## Namen
Alte Urkunden sprechen von „Harburc“, „Horeburch“ und „Horburc“. Im Althochdeutschen bedeutet horo Sumpf oder Moor, die Harburg wäre damit eine Burg über dem Sumpf. Dagegen spricht allerdings die Bodenbeschaffenheit in Harburg. Umgangssprachlich wird in Harburg bis heute das Wort Hore für Horn verwendet, das eher auf die Form des Berges hindeutet. Die Harburg wäre damit eine Burg auf einem Berghorn.

## Geografie

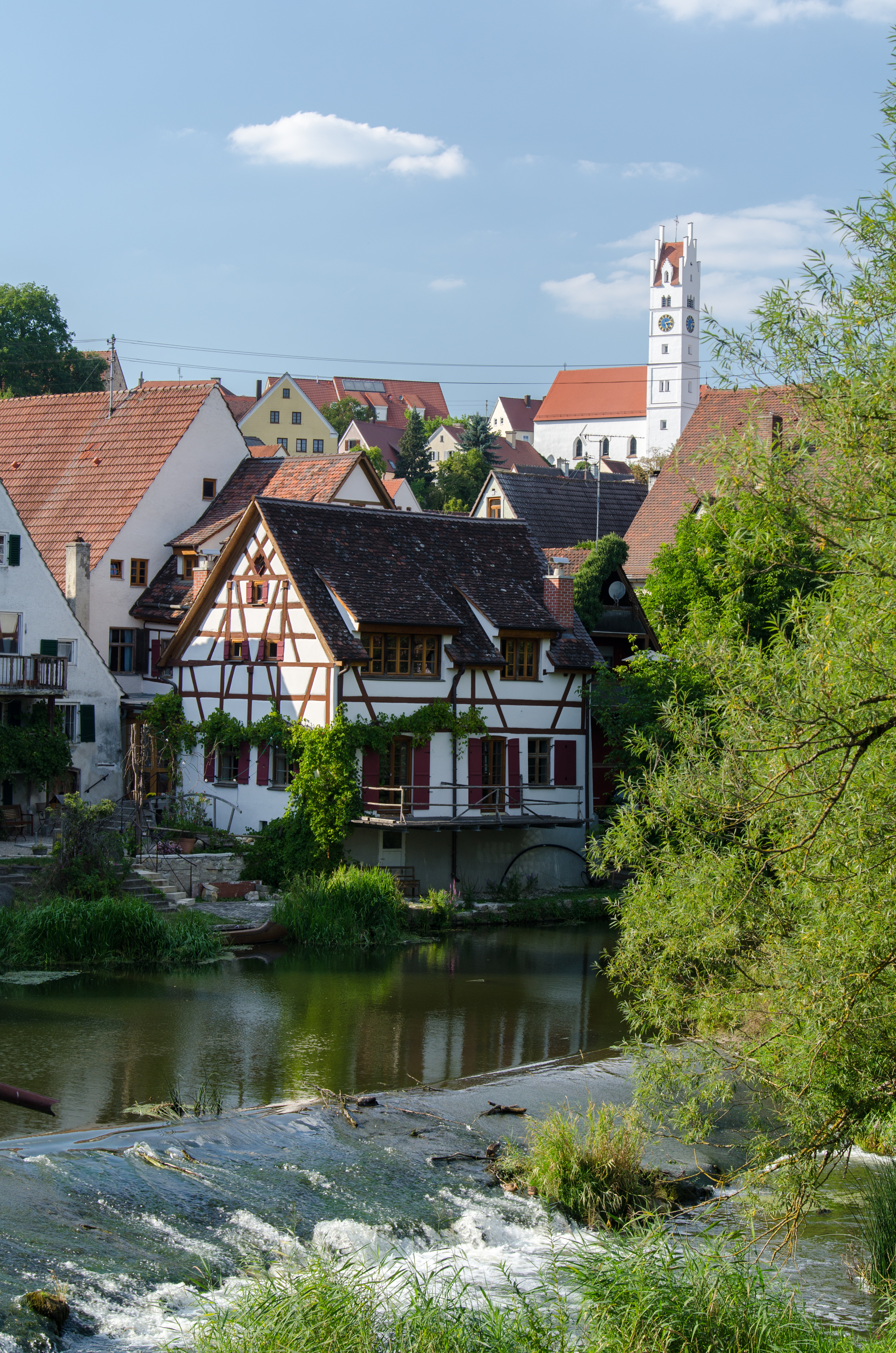
Partie an der Wörnitz

Die Stadt liegt südlich des südöstlichen Randes des durch einen Meteoriteneinschlag entstandenen Ries-Kraters im UNESCO Global Geopark Ries und bildet den geografischen Mittelpunkt des Landkreises Donau-Ries. Harburg befindet sich am Übergang von Schwäbischer und Fränkischer Alb und weist einen Höhenunterschied von fast 160 Metern auf, von der Stadt bei 413 m ü. NHN bis zum Bock, der höchsten Erhebung, bei 572 m ü. NHN.

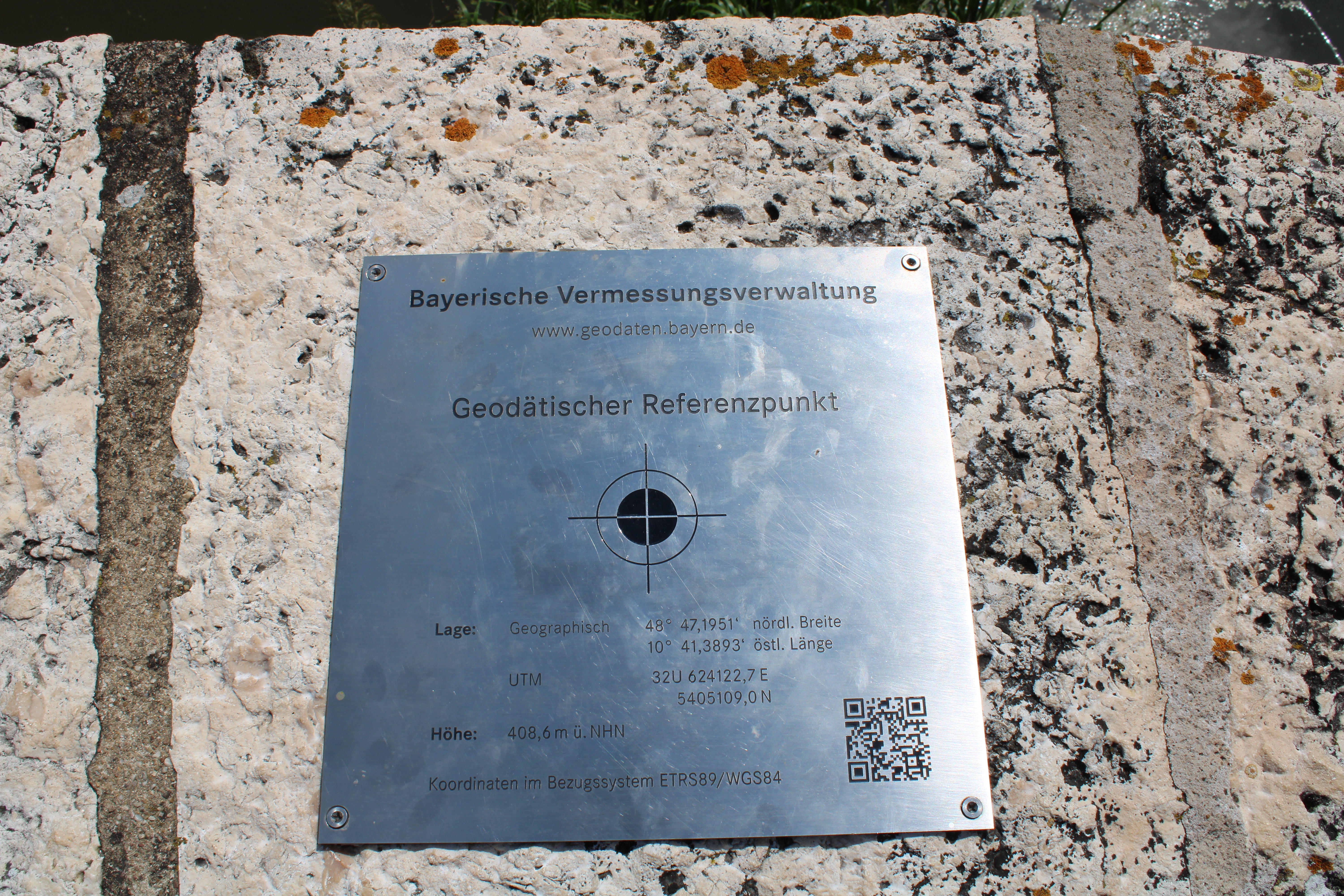
Geodätischer Referenzpunkt auf der alten Steinernen Brücke

Auf der alten steinernen Brücke befindet sich ein geodätischer Referenzpunkt, ein Kontrollpunkt zum Überprüfen von GNSS-Empfängern.

### Gemeindegliederung
Es gibt 25 Gemeindeteile (in Klammern ist der Siedlungstyp angegeben):
- Brennhof (Einöde)
- Brünsee (Dorf)
- Bühlhof (Einöde)
- Ebermergen (Pfarrdorf), zweitgrößter Ort
- Egermühle (Einöde)
- Großsorheim (Kirchdorf)
- Harburg (Hauptort)
- Harthof (Einöde)
- Heroldingen (Pfarrdorf)
- Hoppingen (Pfarrdorf)
- Katzenstein (Weiler)
- Kratzhof (Weiler)
- Listhof (Weiler)
- Marbach (Weiler)
- Mauren (Pfarrdorf)
- Möggingen (Dorf)
- Mündling (Pfarrdorf)
- Obere Reismühle (Weiler)
- Olachmühle (Einöde)
- Ronheim (Dorf)
- Salchhof (Einöde)
- Schrattenhofen (Dorf)
- Sonderhof (Einöde)
- Spielberg (Weiler)
- Untere Reismühle (Einöde)

 Die Gemeinde besteht aus zehn Gemarkungen, die deckungsgleich sind mit den ehemaligen Gemeinden:
- Brünsee mit Marbach
- Ebermergen mit Untere Reismühle
- Großsorheim mit Egermühle und Möggingen
- Harburg mit Birkenhof *, Bühlhof, Harthof, Kratzhof, Listhof, Salchhof und Stadelhof *
- Heroldingen mit Brennhof und Tiefenmühle *
- Hoppingen
- Mauren mit Obere Reismühle und Spielberg
- Mündling mit Mündling Bahnhof * und Olachmühle
- Ronheim mit Katzenstein und Sonderhof
- Schrattenhofen

### Flächenaufteilung
Die Flächenaufteilung des 7.316 ha großen Stadtgebietes zeigt folgendes Schema:
Nach Daten des bayerischen Landesamtes für Statistik, Stand 2018.

### Stadtgliederung
Die Stadt ist seit Jahrhunderten durch die Wörnitz in mehrere Viertel aufgeteilt. Den Kern bildet  die Altstadt mit ihren historischen Gassen und ehemaligen Stadttoren. Östlich der Wörnitz entstand im Laufe der Zeit ein Neubaugebiet, das heute ebenfalls zum Stadtkern zählt, und an dessen Enden  noch weitere Neubausiedlungen entstehen. In den 1990er Jahren waren die westlich auf dem Berg gelegenen Wohnbezirke Heide und Stadelhof sehr beliebt.

### Planungsregion
Harburg ist ein Kleinzentrum der bayerischen Planungsregion Augsburg.

### Nachbargemeinden
Nachbargemeinden sind (von Norden beginnend im Uhrzeigersinn): Huisheim, Fünfstetten, Kaisheim, Donauwörth, Mönchsdeggingen, Möttingen und Alerheim. Außerdem grenzt das Gemeindegebiet noch an Bissingen im Landkreis Dillingen.
| Alerheim                      | Huisheim   | Fünfstetten |
| Möttingen                     |            | Kaisheim    |
| Mönchsdeggingen und Bissingen | Donauwörth | Donauwörth  |

### Klima
In Harburg herrscht ein warmgemäßigtes Klima mit einer Jahresdurchschnittstemperatur von 9,7 °C. In der Klimaklassifikation nach Köppen und Geiger wird Harburg als Cfb eingestuft. Das Klima in Harburg ist kontinental beeinflusst. Harburg hat während des Jahres eine erhebliche Menge an Niederschlägen zu verzeichnen. Das gilt auch für den trockensten Monat. Die jährliche Niederschlagsmenge beträgt 663 mm. Am wenigsten Niederschlag gibt es mit 27 mm im Monat April. Im Gegensatz dazu ist der Juni der niederschlagsreichste Monat des Jahres mit 98 mm Niederschlag. In Harburg wird eine Wetterstation des deutschen Wetterdienstes betrieben.
|                        | Jan  | Feb  | Mär | Apr  | Mai  | Jun  | Jul  | Aug  | Sep  | Okt  | Nov | Dez  |   |     |
| Mittl. Temperatur (°C) | −0,1 | 2,0  | 5,2 | 9,8  | 12,8 | 18,1 | 18,8 | 18,9 | 14,8 | 9,8  | 4,1 | 1,5  | ⌀ | 9,7 |
| Mittl. Tagesmax. (°C)  | 2,4  | 5,9  | 9,9 | 15,6 | 18,1 | 23,3 | 24,1 | 24,5 | 19,8 | 13,8 | 6,8 | 3,7  | ⌀ | 14  |
| Mittl. Tagesmin. (°C)  | −2,6 | −1,6 | 1,0 | 4,1  | 7,7  | 12,7 | 13,6 | 13,7 | 9,9  | 5,9  | 1,6 | −0,6 | ⌀ | 5,5 |
|                        |      |      |     |      |      |      |      |      |      |      |     |      |   |     |
| Niederschlag (mm)      | 42   | 38   | 30  | 27   | 88   | 98   | 85   | 87   | 46   | 40   | 34  | 48   | Σ | 663 |

| −2,6 |

| −1,6 |

| 1,0 |

| 4,1 |

| 7,7 |

| 12,7 |

| 13,6 |

| 13,7 |

| 9,9 |

| 5,9 |

| 1,6 |

| −0,6 |

| −2,6 |

| −1,6 |

| 1,0 |

| 4,1 |

| 7,7 |

| 12,7 |

| 13,6 |

| 13,7 |

| 9,9 |

| 5,9 |

| 1,6 |

| −0,6 |

### Geologie
Harburg liegt am Südostrand des Nördlinger Rieses. Zwischen 1920 und 1950 machte Joachim Schröder geologische Aufnahmen von Harburg.

### Hydrologie

#### Fließgewässer

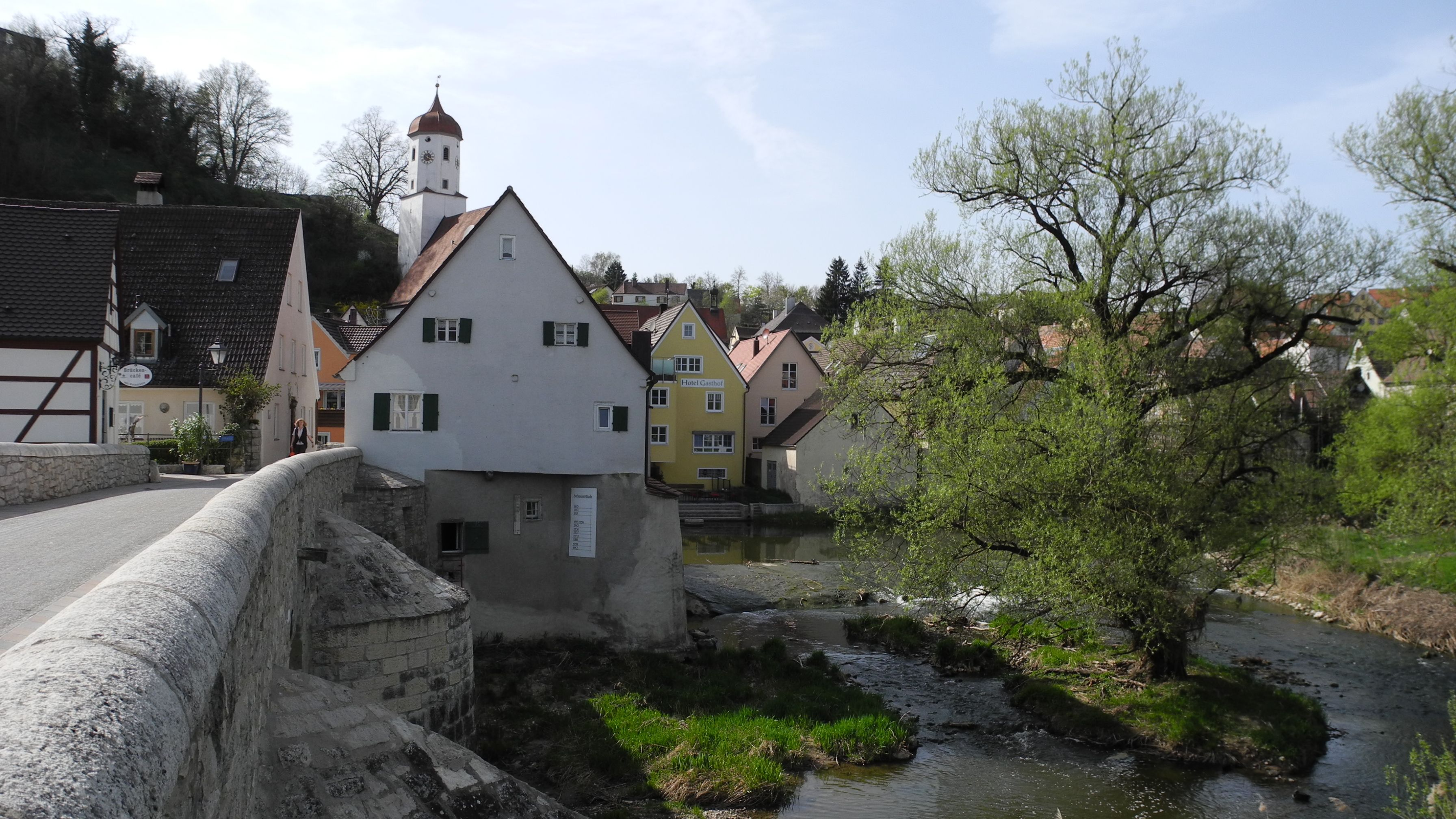
Wörnitz im Bereich der alten Steinernen Brücke

Das Tal in dem sich Harburg befindet, ist geprägt durch die Wörnitz, einem Fließgewässer erster Ordnung. Diese fließt vom Ries kommend in zahlreichen Mäandern und teilt sich in Harburg in zwei Arme, die für die ehemalige Bruck- und die Stadtmühle im Bereich der alten Steinernen Brücke mit mehreren Wehren versehen sind, um die Wasserkraft der Wörnitz besser nutzen zu können.
Aufgrund dieser Wehre können die Fische nicht vom unteren in den oberen Bereich der Wörnitz gelangen. Deshalb soll ab Juni 2021 bei der alten Stadtmühle auf Höhe der Geopark-Infostelle eine 45 m lange Fischtreppe mit 13 Becken gebaut werden.

#### Hochwasser

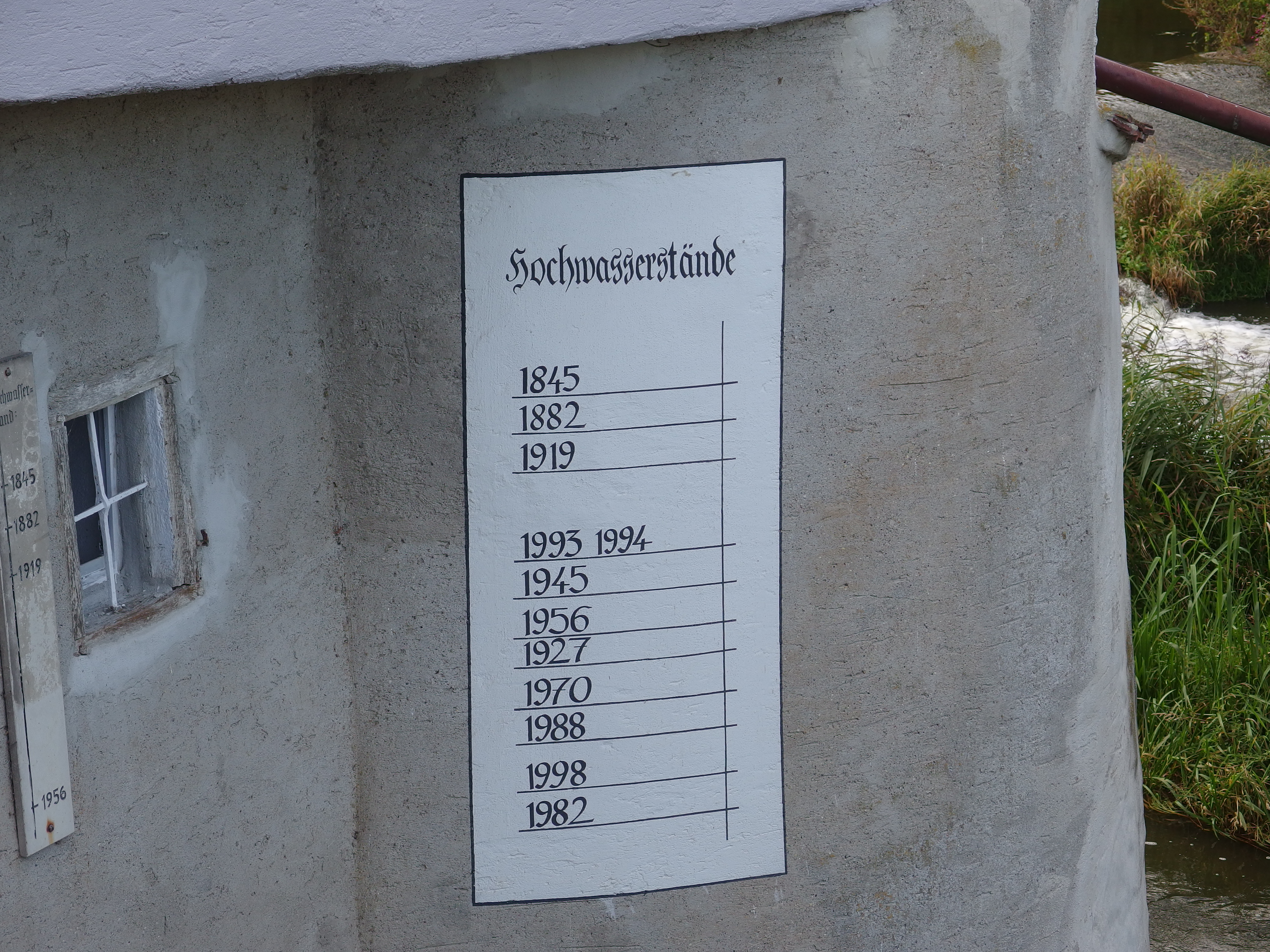
Historische Hochwassermarken der Wörnitz

Die Pegelmessstelle in Harburg befindet sich bei der Tennisanlage neben der neuen Wörnitzbrücke auf Höhe des Flusskilometers 19,28.
Die historischen extremen Hochwasserstände der Wörnitz sind in Harburg auf dem Mauerwerk der ehemalige Fleischbank auf der alten Steinerne Brücke sowie im Egelsee festgehalten. Die höchsten Pegelstände verzeichnete der Hochwassernachrichtendienst Bayern an folgenden Tagen:
| Rang | Datum      | Wert am Pegel | Wert am Pegel | Wiederkehrzeit       |
| Rang | Datum      | in cm         | in m³/s       | Wiederkehrzeit       |
| 1.   | 14.04.1994 | 586           | 444           | 50- bis 100-jährlich |
| 2.   | 21.12.1993 | 585           | 435           | 50- bis 100-jährlich |
| 3.   | 23.02.1970 | 528           | 367           | 20- bis 30-jährlich  |
| 4.   | 17.03.1988 | 526           | 319           | 20-jährlich          |
| 5.   | 30.10.1998 | 524           | 269           | zehnjährlich         |

## Religionen

### Konfessionsstatistik
Laut Zensus 2011 waren 54,4 % der Einwohner evangelisch, 36,1 % römisch-katholisch und 9,5 % waren konfessionslos, gehörten einer anderen Glaubensgemeinschaft an oder machten keine Angabe.

### Christentum

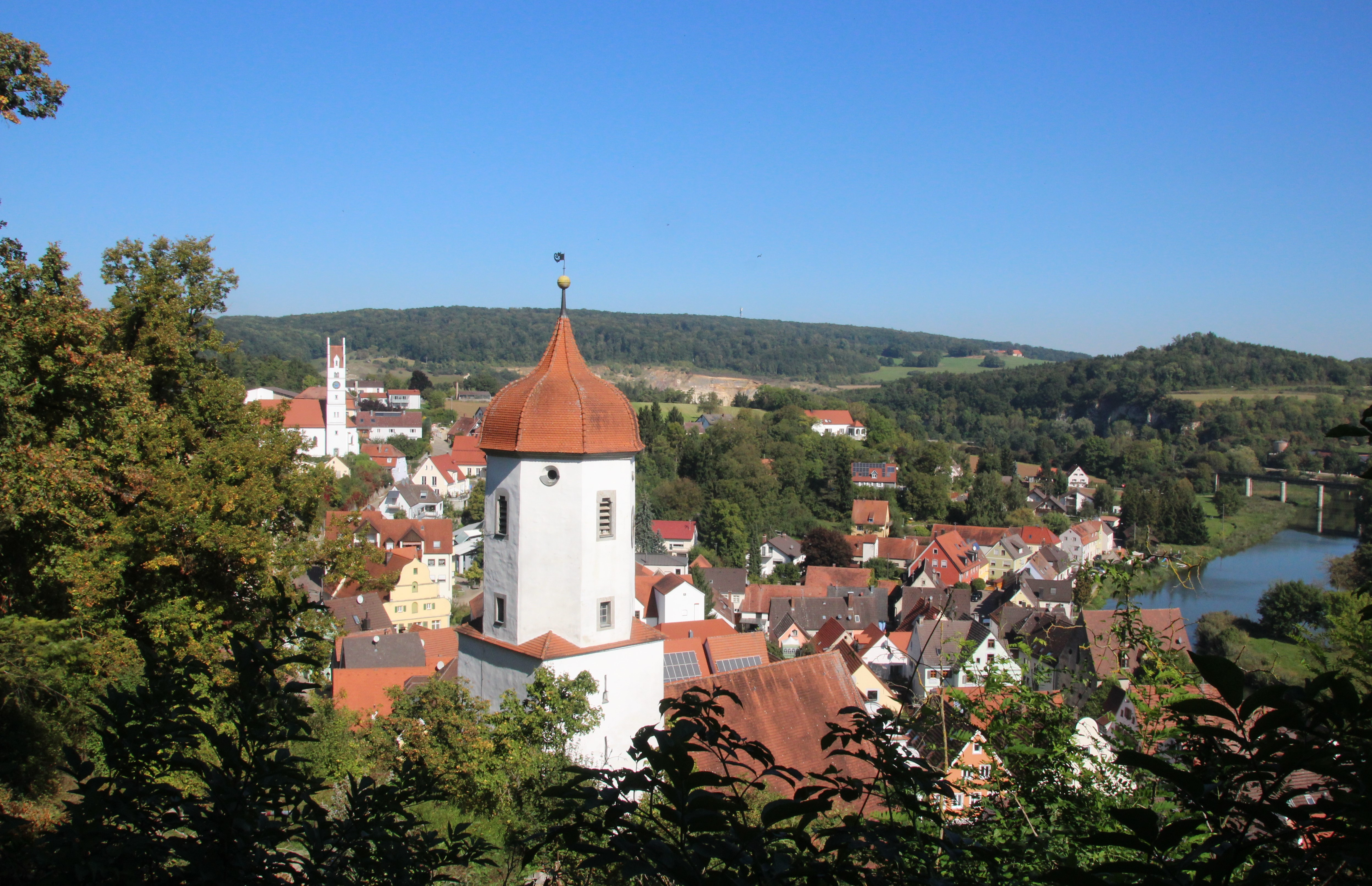
Die evangelische Stadtpfarrkirche St. Barbara und im Hintergrund die katholisch Herz-Jesu Kirche

#### Evangelisch-lutherisch Kirche
Durch die Reformation wurden Harburg und fast alle heutigen Stadtteile evangelisch, da sie zur protestantischen Grafschaft Oettingen-Oettingen gehörten. Harburg war von 1564 bis 1806 Sitz eines anfangs gräflichen, dann fürstlichen Spezialsuperintendenten. In der Zeit des Königreichs Bayern von 1806 bis 1851 nannten sich diese kgl. bayerische Dekane. Danach wurde der Sitz des Dekanats erst nach Ebermergen und in den 1970ern nach Donauwörth verlegt.
Siehe auch: Geschichte des evangelisch lutherisches Dekanats Donau-Ries

#### Römisch-katholisch Kirche
Erst in der bayerischen Zeit ab 1806/1848 kamen auch Katholiken nach Harburg, so dass 1903 die Herz-Jesu Kirche erbaut wurde und 1957 diese schließlich zur Pfarrei erhoben wurde. Zuvor waren von den Stadtteilen nur Hoppingen, das zur Zeit der Reformation zur katholischen Grafschaft Oettingen-Wallerstein gehörte und Mündling, das zum Fürstentum Pfalz-Neuburg gehörte, katholisch.
Die Wörnitz, welche mitten durch Harburg fließt, bildet die Bistumsgrenze. Das Gebiet rechts/westlich der Wörnitz gehört zum Bistum Augsburg und das Gebiet links/östlich der Wörnitz zum Bistum Eichstätt.

### Judentum

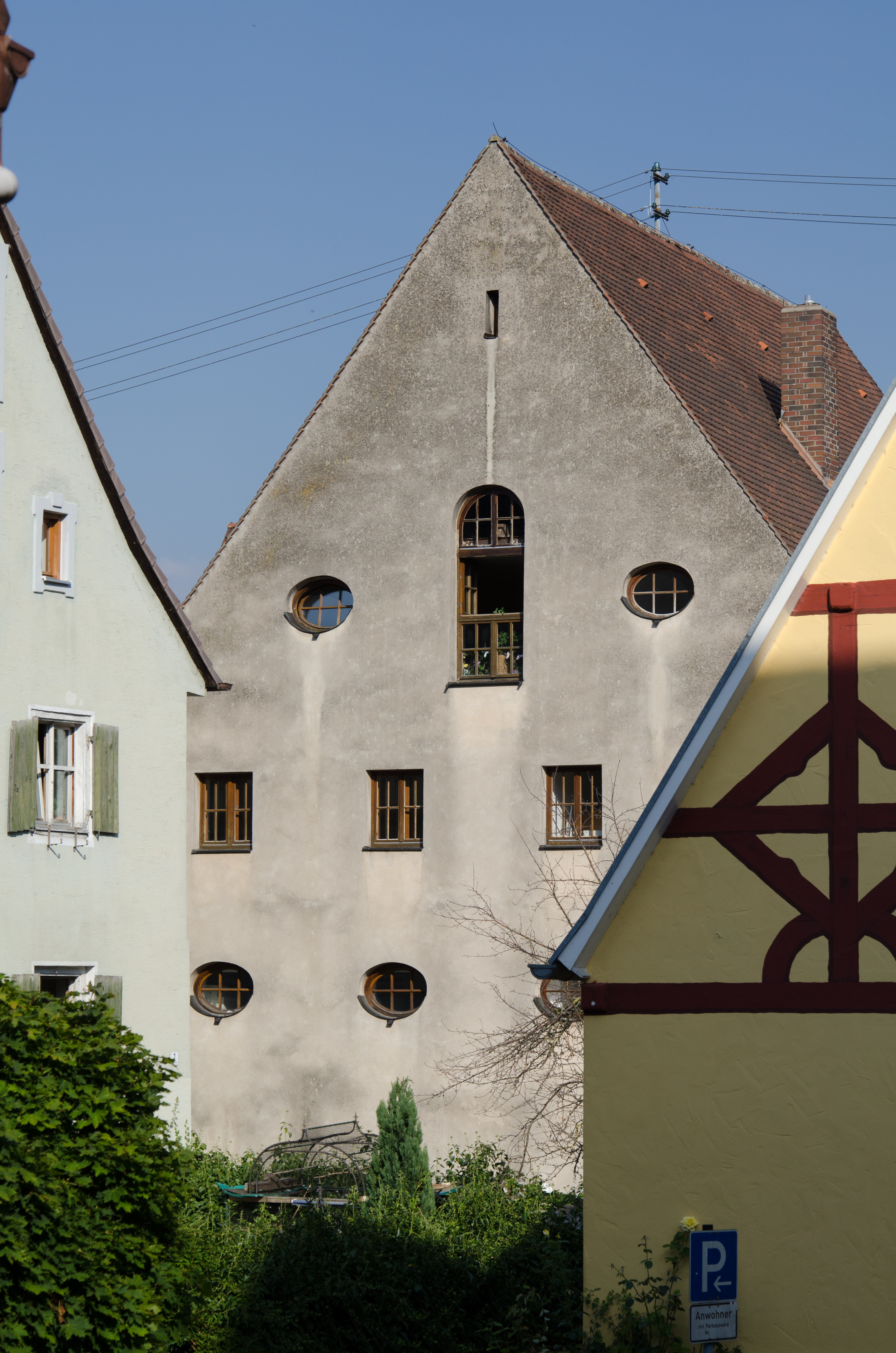
Ehemalige Synagoge im Egelsee

Bereits vor 1349 sollen sich in Harburg Juden angesiedelt haben, die aber während der Pestpogrome von 1349 vertrieben bzw. ermordet wurden. In den folgenden Jahrhunderten lassen sich keine sicheren Angaben über jüdisches Leben in Harburg machen.
Erst im Jahr 1671 siedelten sich jüdische Familien, welche aus dem Raum Höchstädt an der Donau im damaligen Fürstentum Pfalz-Neuburg stammten und dort vertrieben wurden, unter dem Schutz Graf Albrecht Ernst I. zu Oettingen-Oettingen in Harburg an. Daraus entwickelte sich eine im süddeutschen Raum bedeutende jüdische Landgemeinde des 18. und 19. Jahrhunderts. Bereits 1739 lag der Anteil der jüdischen Bevölkerung bei rund 30 %.
Die Angehörigen dieser jüdischen Kultusgemeinde standen bis 1731 unter dem Schutz der Grafen und Fürsten zu Oettingen-Oettingen bzw. bis 1806 derer zu Oettingen-Wallerstein, die das Judenregal seit „ewigen Zeiten“ besaßen. Ab 1750 wurde der gesamten hiesigen Judenschaft zeitlich befristeter Schutz (mitsamt Privilegien) gewährt. Bis dahin waren einzelnen Familien Schutzbriefe ausgestellt und Schutzgelder individuell auferlegt worden.
Ein streng abgetrenntes Ghetto gab es nicht und so befinden sich viele Häuser mit jüdischer Tradition in  der Harburger Altstadt. Hierzu zählt beispielsweise das Wohnhaus von Moses Weil, Begründer der jüdischen Gemeinde und das um 1800 erbaute klassizistische Haus mit Mansardendach am oberen Marktplatz, in dem der letzte fürstliche Hoffaktor Jakob Lippmann Hechinger residierte. Besonders das Egelsee mit der im Jahr 1754 erbauten Synagoge, der jüdischen Schule aus dem 19. Jahrhundert und die Häuser des kaiserlichen Proviantfaktors Simon Oppenheimer aus der Zeit um 1700 sowie der Familie Nebel zeugen von einer langen jüdischen Geschichte.

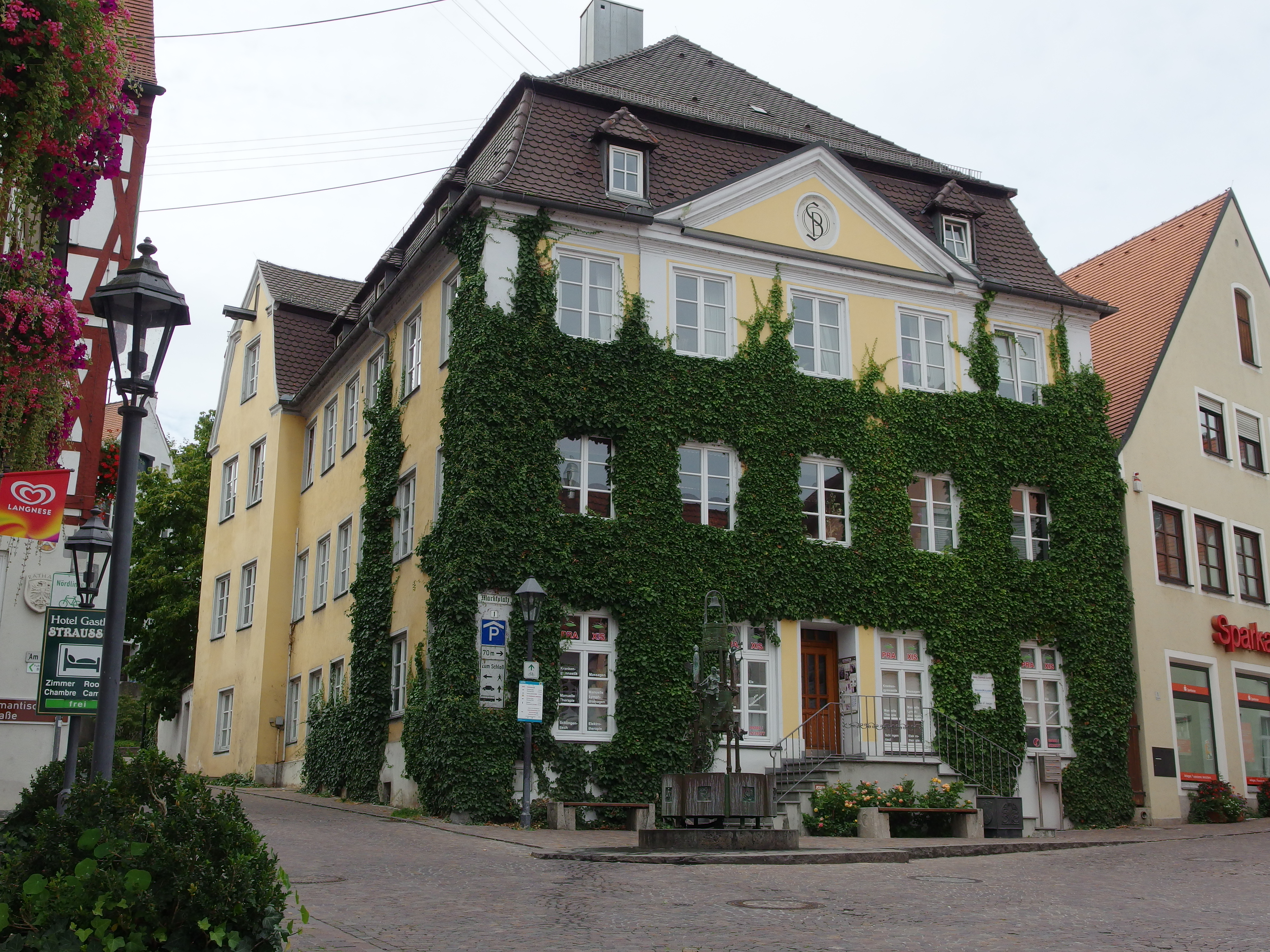
Haus des fürstlichen Hoffaktors Jakob Lippmann Hechinger
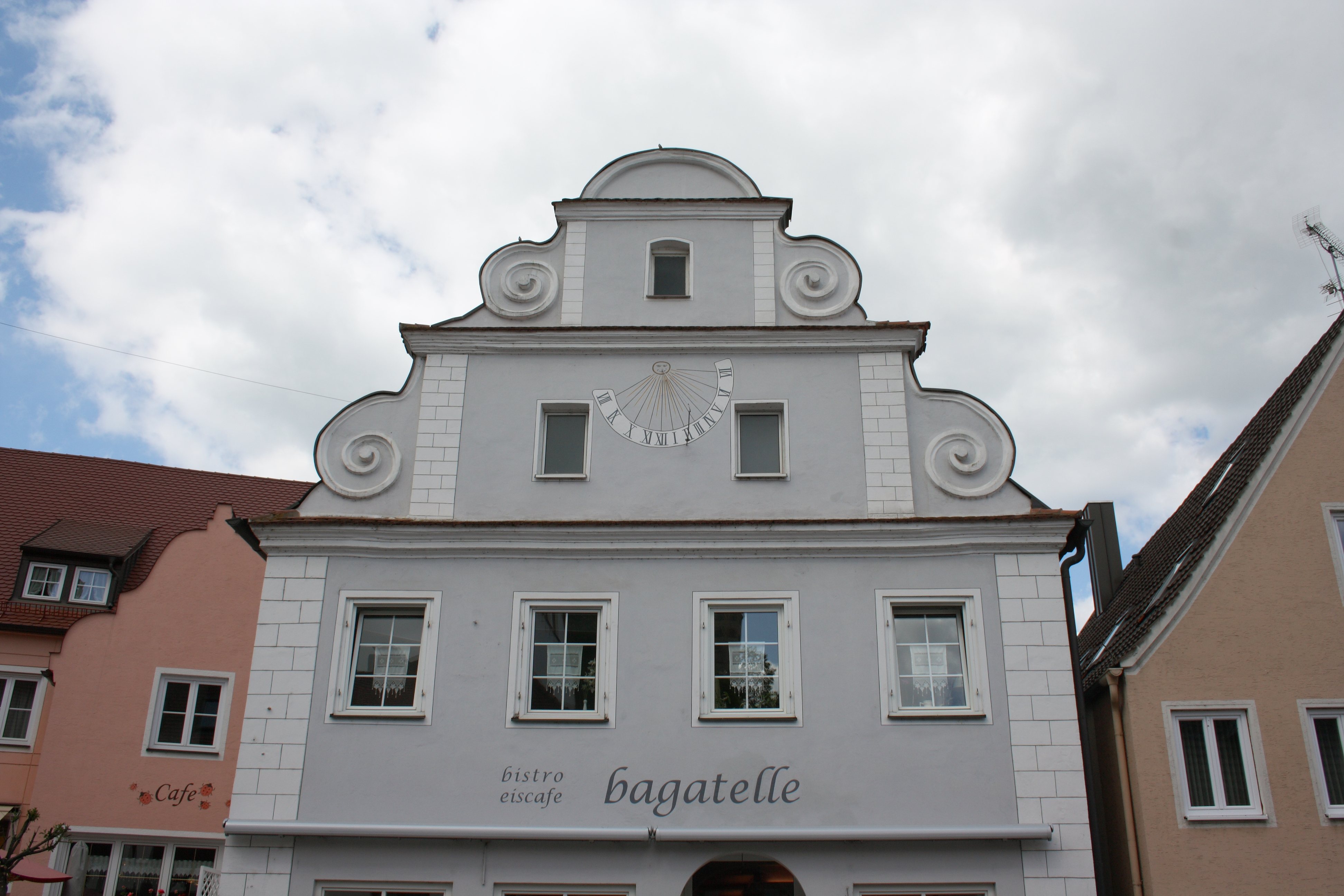
Wohnhaus von Moses Weil am Marktplatz.
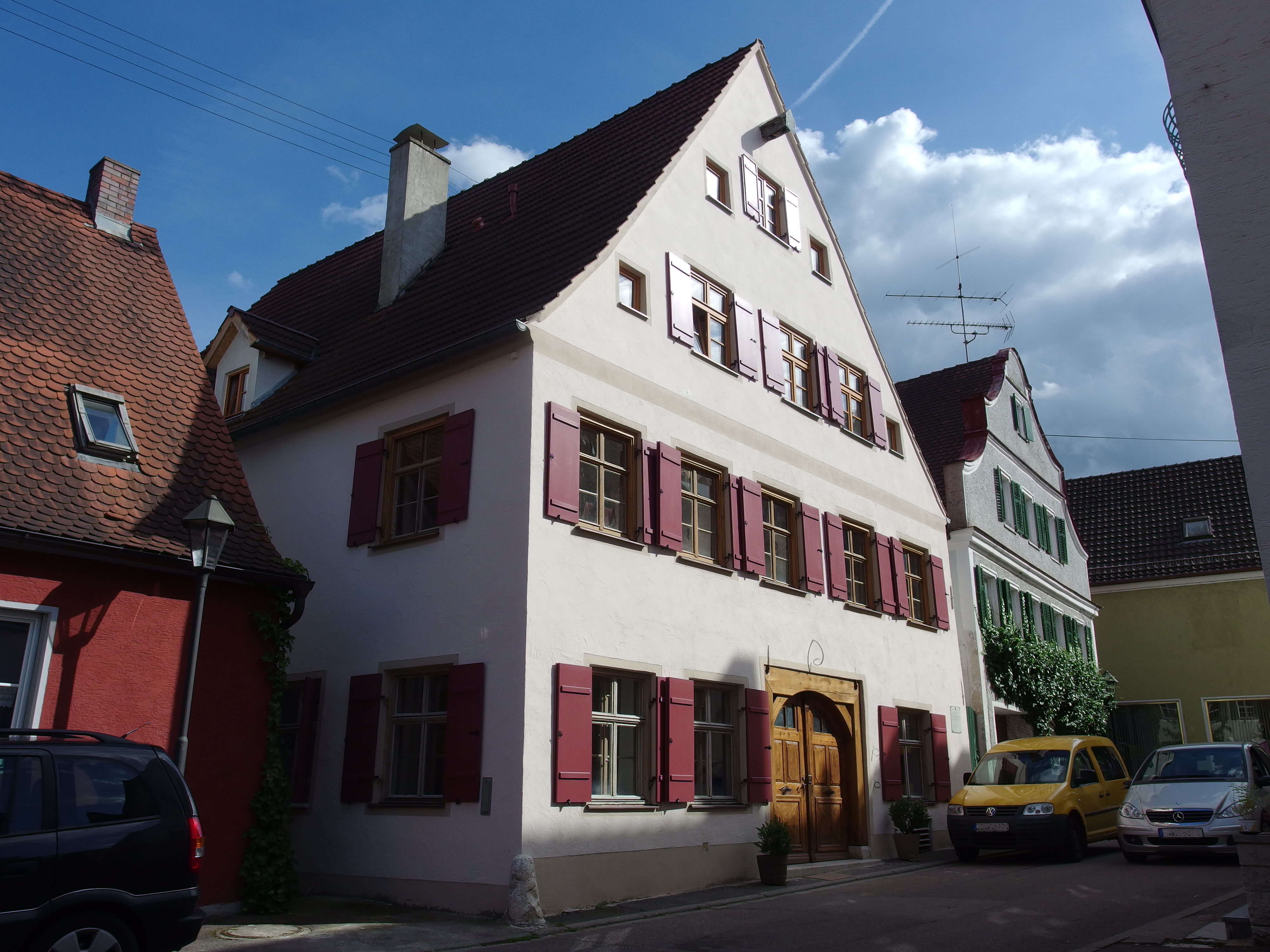
Der kaiserlichen Proviantfaktor Simon Oppenheimer erbaut ab 1693 dieses Haus im Egelsee.
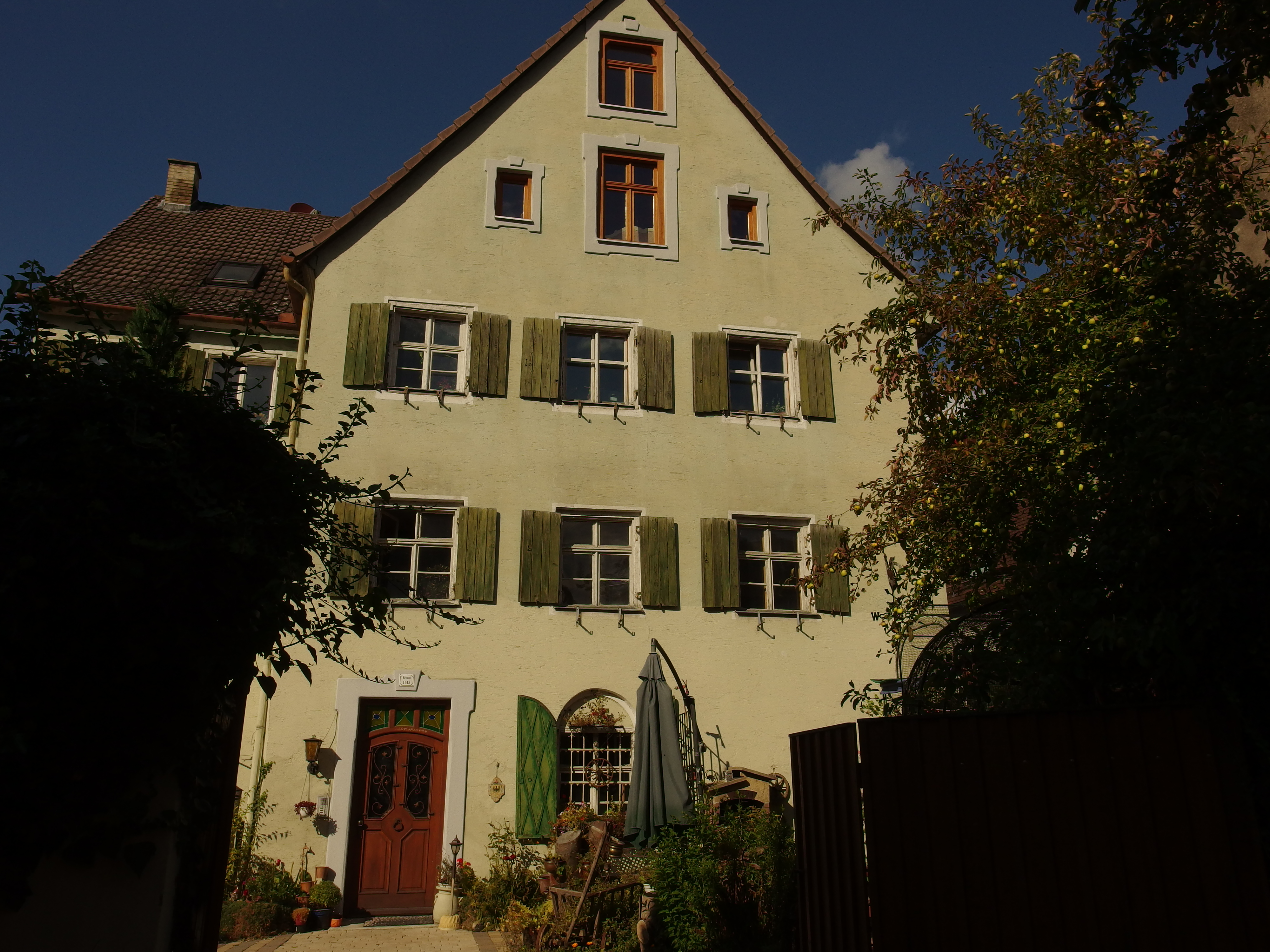
Ebenfalls durch Simon Oppenheimer um 1705 errichtetes Haus im Egelsee und späteres Wohnhaus der Familie Nebel.

Auf Grund von Abwanderung, hauptsächlich der jüngeren Juden, in die großen Städte hatte Harburg gegen Ende des 19. Jahrhunderts seine Bedeutung als jüdische Landgemeinde verloren. Um 1930 gehörten die letzten Bürger jüdischen Glaubens hauptsächlich noch zur weit verzweigten Familie Nebel. Von den nach 1933 noch in Harburg lebenden Juden wurden vier Opfer des Holocaust, elf weitere gebürtige Harburger Juden lebten zum Zeitpunkt ihrer Deportation in anderen Orten Deutschlands.
Auf der Anhöhe des Hühnerberges am Waldrand befindet sich seit 1671 der jüdische Friedhof. Dieser enthält ca. 250 Grabdenkmäler und ein Taharahaus. Neben dem jüdischen Friedhof in Wallerstein ist er wohl einer der ältesten im Landkreis Donau-Ries.

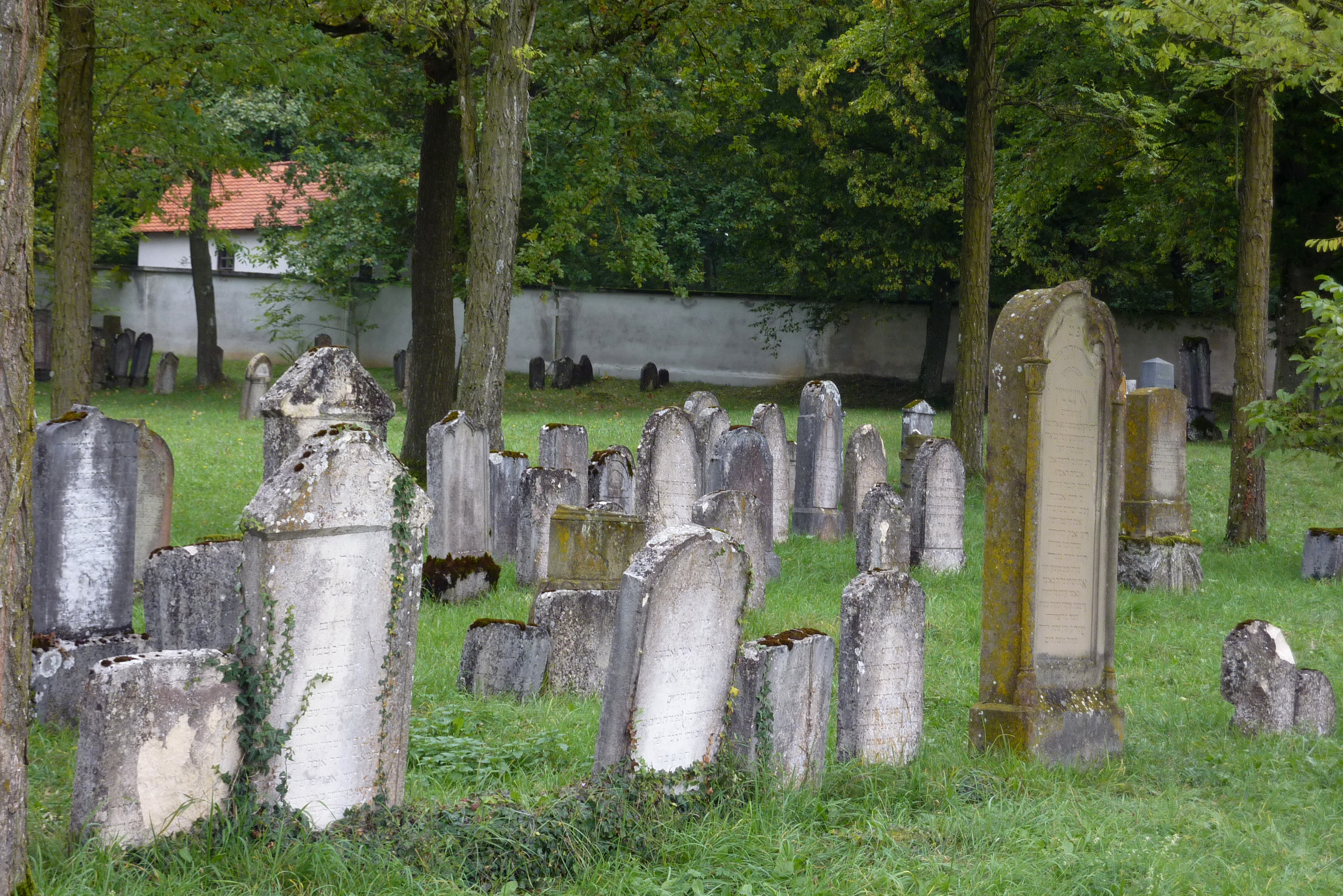
Jüdischer Friedhof am Hühnerberg

## Geschichte

### Mittelalter
Im Jahr 1093 erschien der Name Harburg erstmals bei Mathilde de Horeburc, der Gemahlin des Grafen Kuno von Lechsgünd. Es ist aber nicht belegt, ob es sich hierbei um Harburg (Schwaben) handelt. In alten Dokumenten wird auch ein „Dienstmannengeschlecht von Gosheim und Horibuch“ sowie ein „Dominus Otto de Gosheim sive Horburch“ genannt. Die Burg Harburg gehörte in staufischer Zeit ab dem Jahr 1150 zusammen mit der Siedlung zum Reichsgut. In ihrem Schutz entwickelte sich der Ort durch die ausgezeichnete Lage als Eingangspforte für die von Italien, über die Schweiz und Augsburg kommende und weiter zum Ries und nach Nürnberg führende wichtige Heer- und Handelstraße Via Imperii. Bereits 1250 erhielt der Ort Marktrechte, wurde aber im Jahr darauf (noch ohne die Burg) von König Konrad IV. an Graf Ludwig III. von Oettingen verpfändet. Eine weitere Verpfändung von Burg und Markt erfolgte 1299 durch König Albrecht I. an Graf Ludwig V. von Oettingen. Erstmals erschien 1290 der Reichsadler im Wappen der Gemeinde. 1418 kamen Stadt und Burg endgültig in den Besitz der Grafen von Oettingen, die sie unter Graf Wolfgang I. (1455–1522) und dessen Sohn Karl Wolfgang (1484–1549) von 1493 bis 1549 als Residenz nutzten.
Ab 1591 ist in Harburg nach Daten der Gesellschaft für Leprakunde ein mittelalterliches Leprosorium nachweisbar, das als Leprosenhaus bezeichnet wurde und der „Siechenpflege“ diente. Das Gebäude war später ein Armen- und Krankenhaus, 1903 wurde es aufgelöst. Bis heute existiert noch die Siechenpflegestiftung.
Das letzte Armenhaus in Harburg stand bis in die 1970er Jahre in der Donauwörther Straße, oberhalb der neuen Brücke.

### Neuzeit

#### Reformation
Graf Karl Wolfgang zu Oettingen begeisterte sich früh für die Lehre Martin Luthers. Da er zusammen mit seinem Bruder Ludwig XV. über die Grafschaft Oettingen regierte, führte er in seinen Gebieten südlich der Eger die Reformation durch. An seine Residenz, der Burg Harburg, holte Karl Wolfgang 1524 Paul Warbeck als Hofprediger. Die Schlosskirche St. Michael war somit die erste evangelische Predigtstätte im Ries. 1539, nach dem Bauernkrieg, berief Karl Wolfgang eine Synode in Harburg ein, auf der alle Pfarrer seiner Grafschaft über den evangelischen Glauben diskutierten und schließlich wurde die Augsburger Konfession eingeführt. Sein Bruder Ludwig XV. tat das Gleiche in Alerheim.
Während des Schmalkaldischen Krieges blieb Karl Wolfgang neutral und trat dem Schmalkaldischen Bund nicht bei. Jedoch wurde die Burg Harburg im September 1546 von Truppen des Schmalkaldischen Bundes besetzt. Nach deren Kapitulation plünderten kaiserliche Truppen den damaligen Markt und besetzten die Burg. Die Folge des Schmalkaldischen Krieges war, dass Karl Wolfgang, trotz seiner Neutralität, im Dezember 1546 abgesetzt wurde. Er starb kinderlos 1549 auf Burg Harburg, wo ein Epitaph in der Schlosskirche an ihn erinnert. Mit seinem Tod fiel Harburg an die katholischen Grafen Friedrich V. und Wolfgang II., die im Jahre 1550 in der Marktkirche wieder den katholischen Gottesdienst einführten. Ludwig XV., der aktiv auf der Seite des Schmalkaldischen Bundes tätig war, wurde mit der Reichsacht versehen und verbannt. Er setzte aber das reformatorische Werk seines Bruders Karl Wolfgang nach dem Augsburger Religionsfrieden von 1555 mit dem Grundsatz „Cuius regio, eius religio“ fort, indem alle Gebiete, somit auch Harburg, wieder evangelisch wurden.
Unter den Söhnen Ludwigs XV. kam es zur konfessionellen Teilung des Hauses Oettingen. Die Burg und Stadt blieben bei der evangelischen Linie Oettingen-Oettingen und haben deshalb bis heute eine evangelische Bevölkerungsmehrheit. 1612 wurde unter Graf Gottfried von Oettingen-Oettingen mit dem Bau der heutigen evangelischen Stadtpfarrkirche St. Barbara am Fuße des Burgberges begonnen.

#### Dreißigjähriger Krieg
Nach der Besetzung des Schellenbergs bei Donauwörth erreichten im April 1632 schwedische Truppen Harburg. Nach einem Jahr war das Umland von kleinen Gruppen auf der Suche nach Nahrung, ohne Rücksicht auf die Religionszugehörigkeit, ausgeraubt und zerstört worden. Der Schwedenkönig Gustav Adolf speiste 1632 in Harburg, forderte hohe Abgaben und zog mit seinem Heer durch den Markt.
Die Folgen der Schlacht bei Nördlingen am 5. und 6. September 1634 sowie der Schlacht bei Alerheim am 3. August 1645 verschärften auch die Situation in Harburg. Es gab einen großen Mangel an Nahrungsmitteln und Futter. Durch die Kriegseinwirkungen und den Ausbruch der Pest verzeichnete Harburg 1634 einen Bevölkerungsverlust um mehr als die Hälfte. Deshalb wurde nach Ende des Dreißigjährigen Krieges unter der Regentschaft des späteren Fürsten Albrecht Ernst I. zu Oettingen-Oettingen im Jahr 1671 mit der Ansiedelung einer jüdischen Gemeinde in Harburg begonnen.

### 18. Jahrhundert

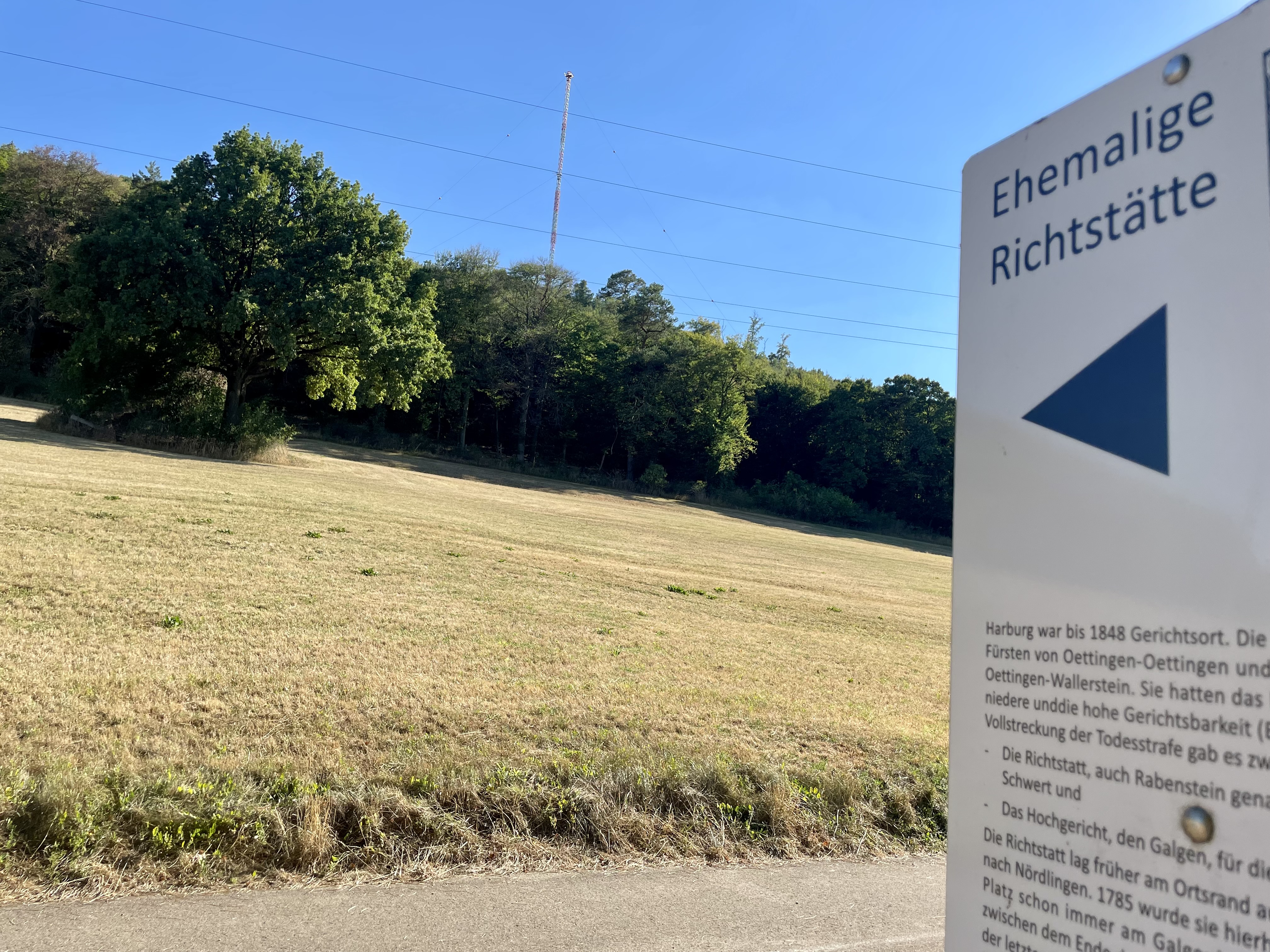
Ein Hinweisschild zeigt auf den Ort der ehemaligen Richtstätte.

Nachdem die evangelische Linie Oettingen-Oettingen mit dem Tod des Fürsten Albrecht Ernst II. im Jahr 1731 erloschen war, regierten über Burg und Markt Harburg die Grafen und Fürsten zu Oettingen-Wallerstein. Diese richteten auf der Burg ein Oberamt sowie eine Fronfeste ein. Die Grafen und Fürsten zu Oettingen waren Gerichtsherren in Harburg und übten auf ihrem Herrschaftsgebiet die niedere und hohe Gerichtsbarkeit aus. Für die Vollstreckung der Todesstrafe gab es in Harburg zwei Hinrichtungsplätze: die Richtstatt, auch Rabenstein genannt, für die Hinrichtung mit dem Schwert und das Hochgericht, den Galgen, für die Hinrichtung mit dem Strang. Der Galgen befand sich neben dem heutigen Fahrradweg an der B25 in Richtung Nördlingen am Fuße des Hühnerberges. Die Richtstatt lag zuerst am Ortsrand außerhalb des Tiefen bzw. Nördlinger Tores. Im Jahr 1785 wurde sie zum Hochgericht am Galgenberg verlegt. Dort erfolgte die letzte Hinrichtung mit dem Schwert am 9. Dezember 1809.

### 19. Jahrhundert

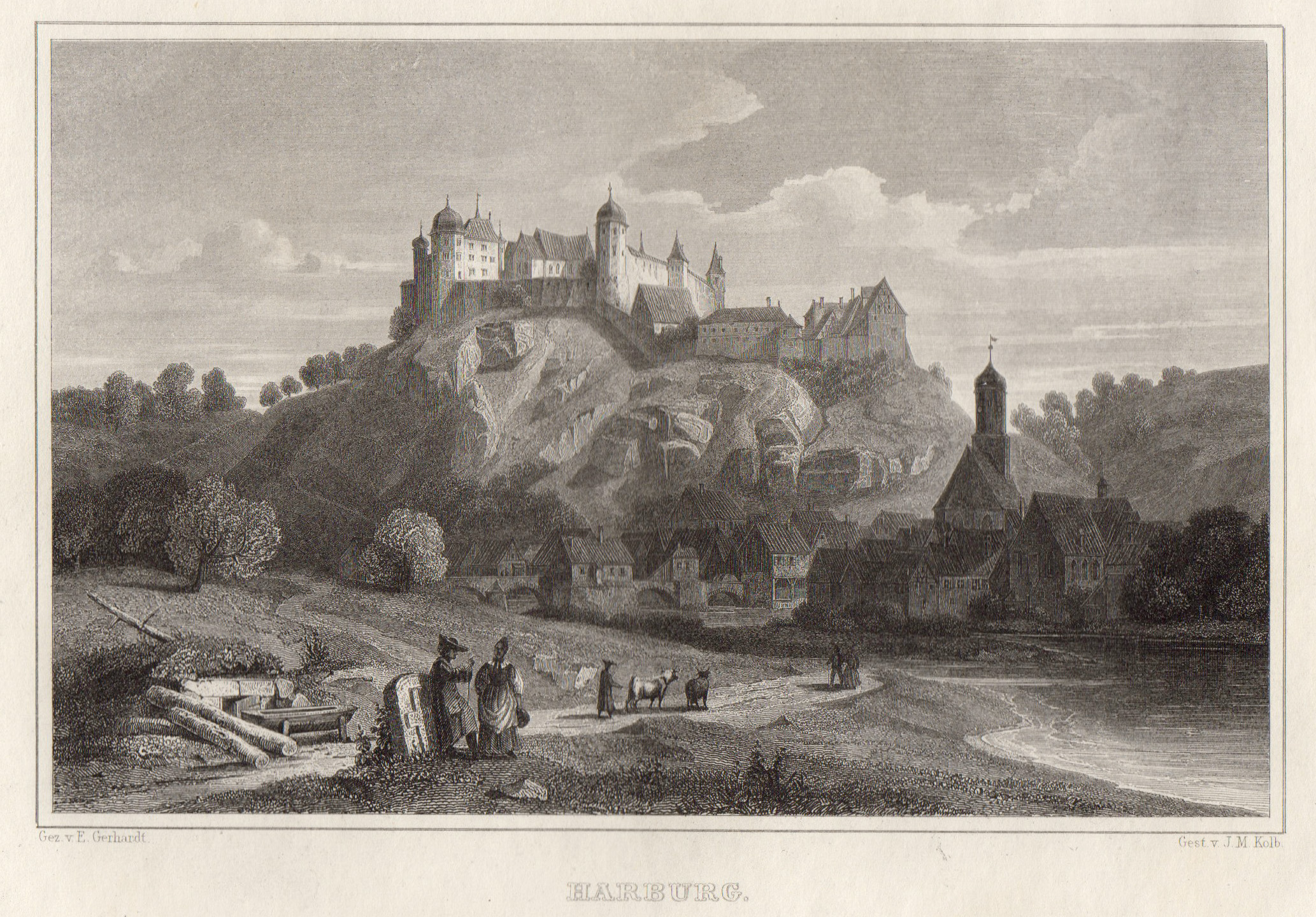
Gesamtansicht von Schloss und Stadt Harburg, Stahlstich von Joseph Maximilian Kolb nach einer Zeichnung von Eduard Gerhardt, um 1870

Mit der Mediatisierung 1806 kam Harburg zum Königreich Bayern und wurde eine königlich-bayerische Landgemeinde. Die Stadterhebung erfolgte 1848 und im gleichen Jahr wurde Harburg mit der Ludwig-Süd-Nord-Bahn an das Eisenbahnnetz angeschlossen.
1858 besuchte der Maler Carl Spitzweg während seiner Sommerreisen Harburg und ließ sich dort für das Setting seines Gemäldes Wäscherinnen am Brunnen inspirieren. Daneben fertigte er Skizzen von Burg und Stadt an.
August Märker gründete 1889 das Stein- und Zementwerk, das in den folgenden Jahrzehnten um eine Dampfziegelei und eine Portlandzement-Fabrik erweitert wurde. Daraus entwickelte sich die heutige Märker-Gruppe, der größte Arbeitgeber der Stadt.

### 20. Jahrhundert
Am 3. Mai 1903 wurde die katholische Herz-Jesu-Kirche, die im neugotischen Stil von Jakob Angermair errichtet wurde, eingeweiht. Der Bauträger war der Gesellige Verein der Katholiken Harburgs, der für den Kirchenbau gegründet worden war. Seit der Reformation bis zur Fertigstellung der Kirche gehörten die katholischen Harburger zur Nachbargemeinde Hoppingen.
In den Jahren 1955 bis 1957 wurde der Straßentunnel unter der Burg Harburg erbaut. Vorher musste der gesamte Durchgangsverkehr die engen Straßen der Altstadt passieren.
1992 gründete sich die Initiative Harburg Project, die sich mit der Erforschung und Dokumentation der Geschichte der jüdischen Familien in Nordschwaben, ausgehend von den reichen Archivbeständen der Fürstlichen Archive auf der Burg Harburg, befasst.

### Eingemeindungen
Im Zuge der Gebietsreform in Bayern wurden die Gemeinden Brünsee und Mündling am 1. Juli 1971 eingegliedert. Ronheim kam am 1. Juli 1972 hinzu. Hoppingen wurde am 1. Januar 1974 eingemeindet. Ebermergen und Großsorheim folgten am 1. Januar 1976. Die Reihe der Eingemeindungen wurde mit der Eingliederung von Heroldingen und Mauren am 1. Mai 1978 abgeschlossen.

### Einwohnerentwicklung
Zwischen 1988 und 2018 sank die Einwohnerzahl von 5674 auf 5535 um 139 Einwohner bzw. um 2,5 %.
| Bevölkerungsentwicklung | Bevölkerungsentwicklung | Bevölkerungsentwicklung | Bevölkerungsentwicklung | Bevölkerungsentwicklung | Bevölkerungsentwicklung | Bevölkerungsentwicklung | Bevölkerungsentwicklung | Bevölkerungsentwicklung | Bevölkerungsentwicklung | Bevölkerungsentwicklung | Bevölkerungsentwicklung | Bevölkerungsentwicklung | Bevölkerungsentwicklung | Bevölkerungsentwicklung | Bevölkerungsentwicklung | Bevölkerungsentwicklung | Bevölkerungsentwicklung | Bevölkerungsentwicklung | Bevölkerungsentwicklung | Bevölkerungsentwicklung |
| ----------------------- | ----------------------- | ----------------------- | ----------------------- | ----------------------- | ----------------------- | ----------------------- | ----------------------- | ----------------------- | ----------------------- | ----------------------- | ----------------------- | ----------------------- | ----------------------- | ----------------------- | ----------------------- | ----------------------- | ----------------------- | ----------------------- | ----------------------- | ----------------------- |
| Jahr                    | 1840                    | 1871                    | 1900                    | 1925                    | 1939                    | 1950                    | 1961                    | 1970                    | 1987                    | 2009                    | 2010                    | 2011                    | 2012                    | 2013                    | 2014                    | 2015                    | 2016                    | 2017                    | 2018                    | 2019                    |
| Einwohner               | 4474                    | 4238                    | 4186                    | 4532                    | 4422                    | 6864                    | 5849                    | 5857                    | 5711                    | 5495                    | 5424                    | 5439                    | 5465                    | 5475                    | 5435                    | 5463                    | 5508                    | 5496                    | 5535                    | 5561                    |

## Politik

### Stadtrat
Der Stadtrat setzt sich aus 20 Stadträten und dem Ersten Bürgermeister zusammen. Die Wahlbeteiligung bei der Kommunalwahl 2020 lag bei 77,8 %.

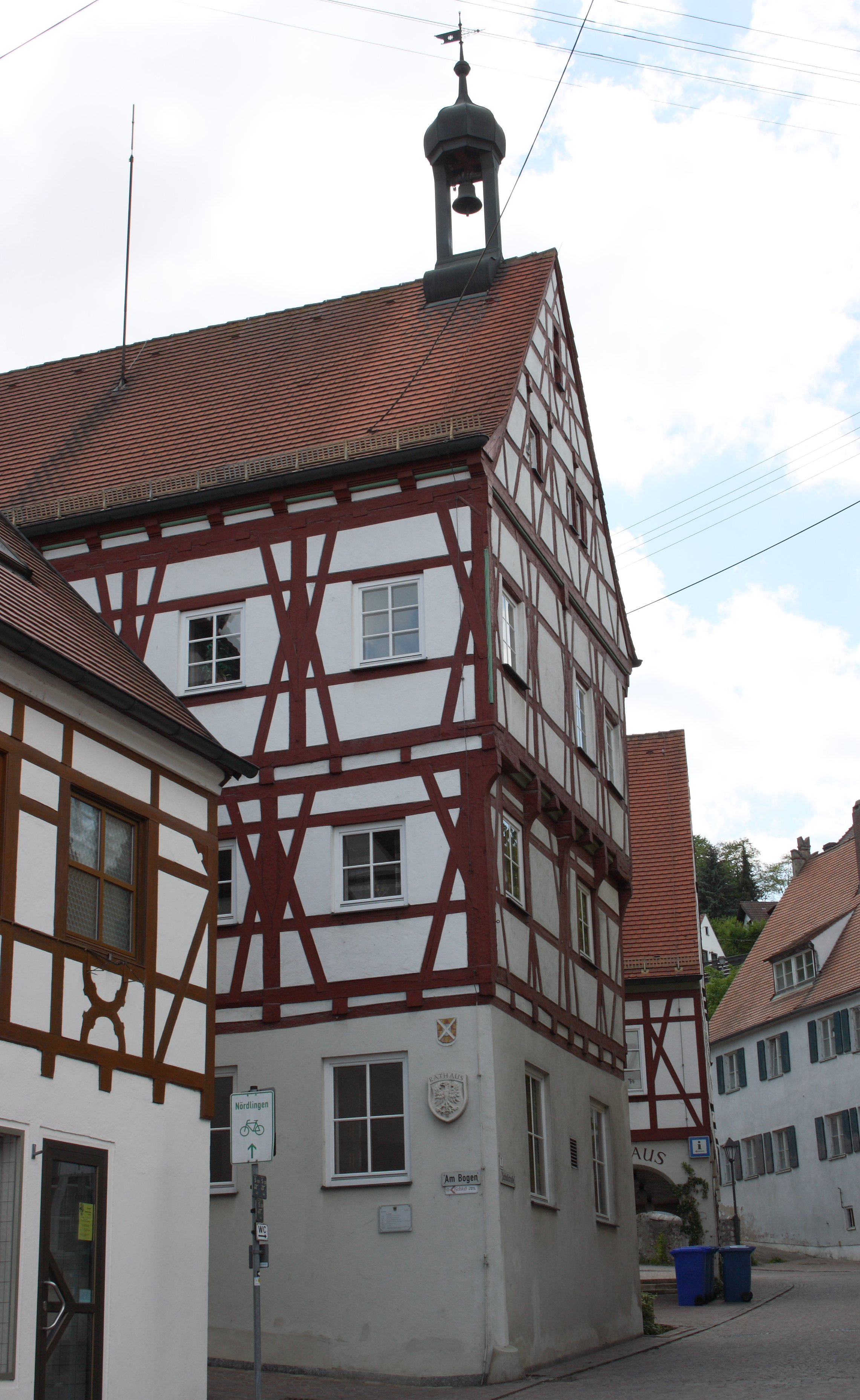
Rathaus Harburg

- CSU: 5
- Grüne: 1
- SPD: 4
- PWG-BG-FW: 5
- WG Mündling: 2
- WG Mauren: 2
- WG Großsorheim Möggingen: 1

| Wahlergebnisse des Stadtrats seit 2008 in Prozent | Wahlergebnisse des Stadtrats seit 2008 in Prozent | Wahlergebnisse des Stadtrats seit 2008 in Prozent | Wahlergebnisse des Stadtrats seit 2008 in Prozent | Wahlergebnisse des Stadtrats seit 2008 in Prozent | Wahlergebnisse des Stadtrats seit 2008 in Prozent | Wahlergebnisse des Stadtrats seit 2008 in Prozent | Wahlergebnisse des Stadtrats seit 2008 in Prozent | Wahlergebnisse des Stadtrats seit 2008 in Prozent |
| Jahr                                              | CSU                                               | Grüne                                             | SPD                                               | PWG-BG-FW                                         | WG Mündling                                       | WG Mauren                                         | WG Großsorheim Möggingen                          | Junge Bürger                                      |
| ------------------------------------------------- | ------------------------------------------------- | ------------------------------------------------- | ------------------------------------------------- | ------------------------------------------------- | ------------------------------------------------- | ------------------------------------------------- | ------------------------------------------------- | ------------------------------------------------- |
| 2008                                              | 31,5                                              | –                                                 | 20,7                                              | 19,7                                              | 10,6                                              | 9,2                                               | –                                                 | 8,3                                               |
| 2014                                              | 34,0                                              | –                                                 | 19,0                                              | 47,0                                              | –                                                 | –                                                 | –                                                 | –                                                 |
| 2020                                              | 24,3                                              | 7,5                                               | 18,2                                              | 24,1                                              | 10,5                                              | 7,8                                               | 7,5                                               | –                                                 |
| Sitzverteilung im Stadtrat seit 2008              |                                                   |                                                   |                                                   |                                                   |                                                   |                                                   |                                                   |                                                   |
| 2008                                              | 7                                                 | –                                                 | 4                                                 | 4                                                 | 2                                                 | 2                                                 | –                                                 | 1                                                 |
| 2014                                              | 8                                                 | –                                                 | 4                                                 | 8                                                 | –                                                 | –                                                 | –                                                 | –                                                 |
| 2020                                              | 5                                                 | 1                                                 | 4                                                 | 5                                                 | 2                                                 | 2                                                 | 1                                                 | –                                                 |

### Bürgermeister
Seit 1972 ist der Bürgermeister in Harburg hauptamtlich tätig:
| Adolf Härtl       | SPD       | 1972–1976 |
| Hans Schneider    | CSU       | 1976–1984 |
| Anton Fischer     | SPD       | 1984–2002 |
| Wolfgang Kilian   | CSU       | 2002–2020 |
| Christoph Schmidt | parteilos | seit 2020 |

Christoph Schmidt (Unabhängig für Harburg) wurde in der Stichwahl am 29. März 2020 zum Ersten Bürgermeister gewählt und ist seit 1. Mai 2020 im Amt.

### Bürgerentscheide
In Bayern gestattet Artikel 18a der Gemeindeordnung im Rahmen der direkten Einflussnahme auf kommunaler Ebene den Gemeindebürgern das Recht, Bürgerbegehren zu initiieren. Über erfolgreiche Unterschriftensammlungen kommt es zur Abstimmung im Wege des Bürgerentscheids. Hierzu regelt die Satzung zu Bürgerbegehren und Bürgerentscheid vom 11. Januar 2006 der Stadt Harburg (Schwaben) die nähere Durchführung. In Harburg wurden die Bürger in der folgenden Angelegenheit zur Wahlurne gerufen:
- Am 19. März 2006 stimmten die Bürger im Rahmen eines Bürgerbegehrens ab, ob das Hallenbad aufgrund der hohen Unterhaltskosten geschlossen oder weiterhin betrieben werden sollte. Eine breite Mehrheit sprach sich für den Erhalt des Bades aus.

### Wappen
| Wappen von Harburg (Schwaben) | Blasonierung: „Im Schild auf goldenem Grund ein rotbewehrter, schwarzer Adler ohne Krone.“ |
| Wappen von Harburg (Schwaben) | Wappengeschichte: Die Staufer erhoben den Markt Harburg zwischen 1150 und 1250, wohl um 1215/40 zur Stadt. Nach der Verpfändung 1251 an die Grafen von Oettingen ging das Stadtrecht in der zweiten Hälfte des 13. Jahrhunderts verloren. Harburg blieb bis 1806 im Besitz der Grafen und späteren Fürsten von Oettingen-Oettingen, seit 1731 von Oettingen-Wallerstein. 1849 wurde Harburg ohne Änderung der Verfassung wieder zur Stadt erhoben. Städtische Verfassung erhielt Harburg dann 1912. Der schwarze Adler im Wappen weist darauf hin, dass Harburg Reichsgut war. Das Siegel von 1290 mit der Umschrift S. CIVIVM DE HORBVRH führte den Adler, obwohl die Stadt bereits 1250 von König Konrad IV. an die Grafen von Oettingen verpfändet worden war. Die Stadt diente den deutschen Königen oft als Pfandobjekt, bis sie 1407 nicht mehr eingelöst wurde. Seitdem gehören Burg und Markt zur Grafschaft Oettingen. Harburg wird bereits 1250 Stadt genannt, darf aber erst seit der Ministerialentschließung von 1849 die Bezeichnung Stadt führen. Siegel und Urkunden gingen bei einem Brand verloren. Vom 14. Jahrhundert bis 1894 wird der Adler frei dargestellt, ohne Schild. Der Schild wurde seinerzeit hinzugefügt, um eine Verwechslung mit dem preußischen Adler auszuschließen. Bereits ein erstmals 1290 n. Chr. bezeugtes Siegel zeigt den Adler als Hinweis auf den frühen Charakter des Ortes als Reichsgut. |

### Stadtflagge
Die Stadtfarben sind Grün und Weiß. Die Harburger Stadtflagge zeigt  diese beiden Farben längsgestreift. Sie stehen für Hoffnung und Reinheit. Gelegentlich ist das Stadtwappen in der Mitte der Flagge abgebildet.

Hissflagge
Hissflagge mit Stadtwappen
Bannerflagge
Bannerflagge mit Stadtwappen

### Städtepartnerschaft
- Seit 1998:  Gouville-sur-Mer, Normandie, Frankreich[38]

## Kultur und Sehenswürdigkeiten

### Burg Harburg

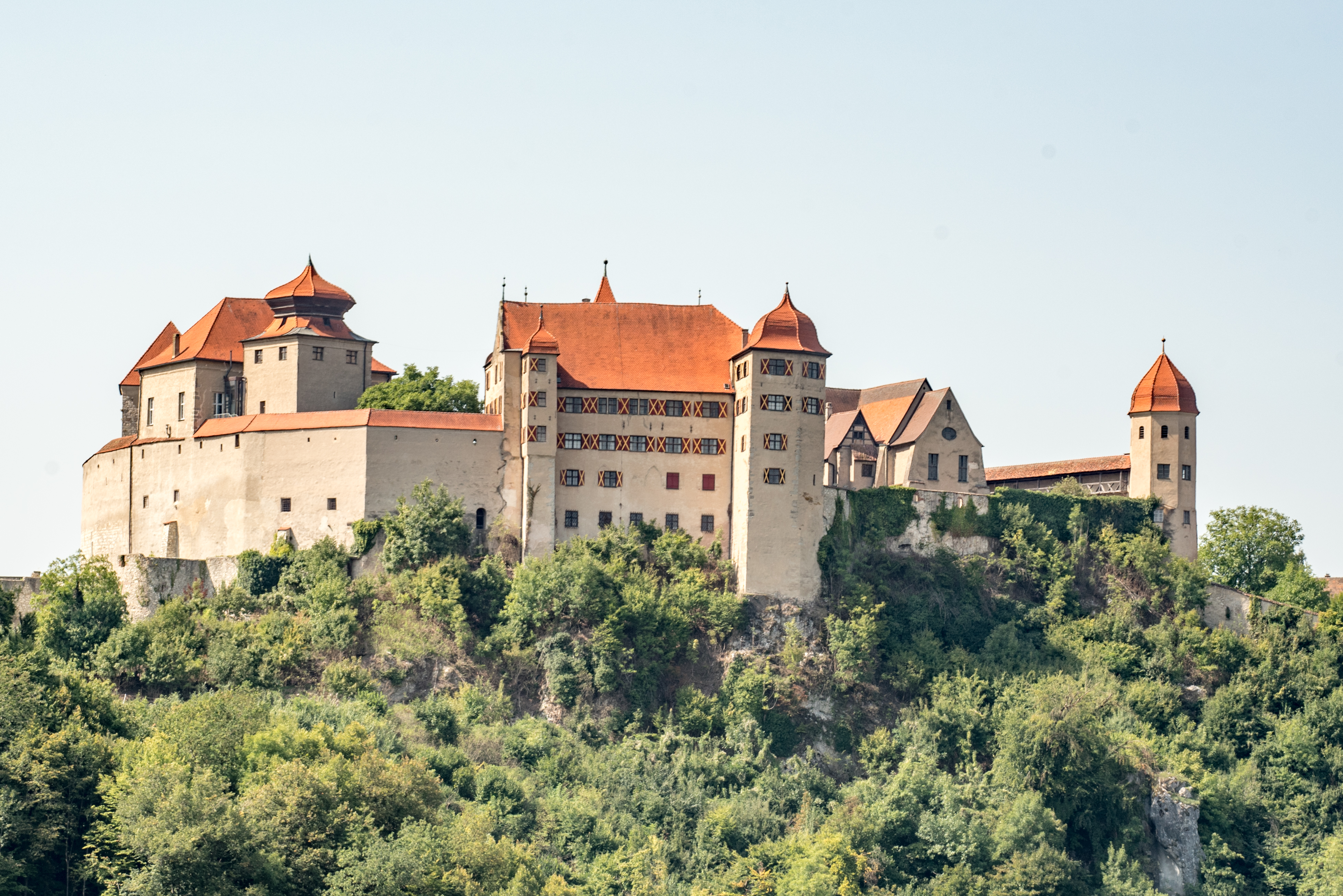
Burg Harburg

Oberhalb der Stadt steht die gleichnamige Burg, eine umfangreiche mittelalterliche Anlage aus dem 11./12. Jahrhundert. Der Zustand des 18. Jahrhunderts ist in wesentlichen Teilen erhalten. Die Burg gehört der Gemeinnützigen Fürst zu Oettingen-Wallerstein Kulturstiftung. Diese bietet im Sommerhalbjahr täglich Burgführungen an. Außerdem finden im Saisonverlauf auch verschiedene Sonderführungen und Veranstaltungen auf Burg Harburg statt. Zu Fuß kann man die Burg von der Altstadt aus über verschiedene ausgeschilderte Weg um den Burgberg entlang erreichen.

### Altstadt

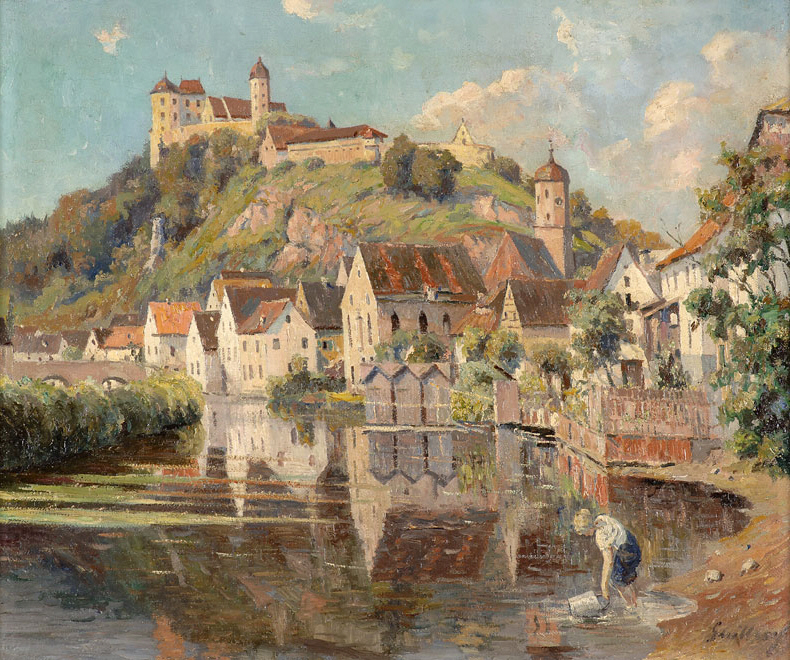
Franz Guillery: Harburg

Die Harburger Altstadt entstand auf einem mittelalterlichen Grundriss einer staufischen Siedlung, geprägt durch die Topografie von Wörnitz und Burgberg. Die Bebauung der Altstadt stammt hauptsächlich aus dem 18. Jahrhundert und unterliegt dem Ensembleschutz. Alle historisch bedeutenden Gebäude sind mit Tafeln mit der Chronik ausgestattet.

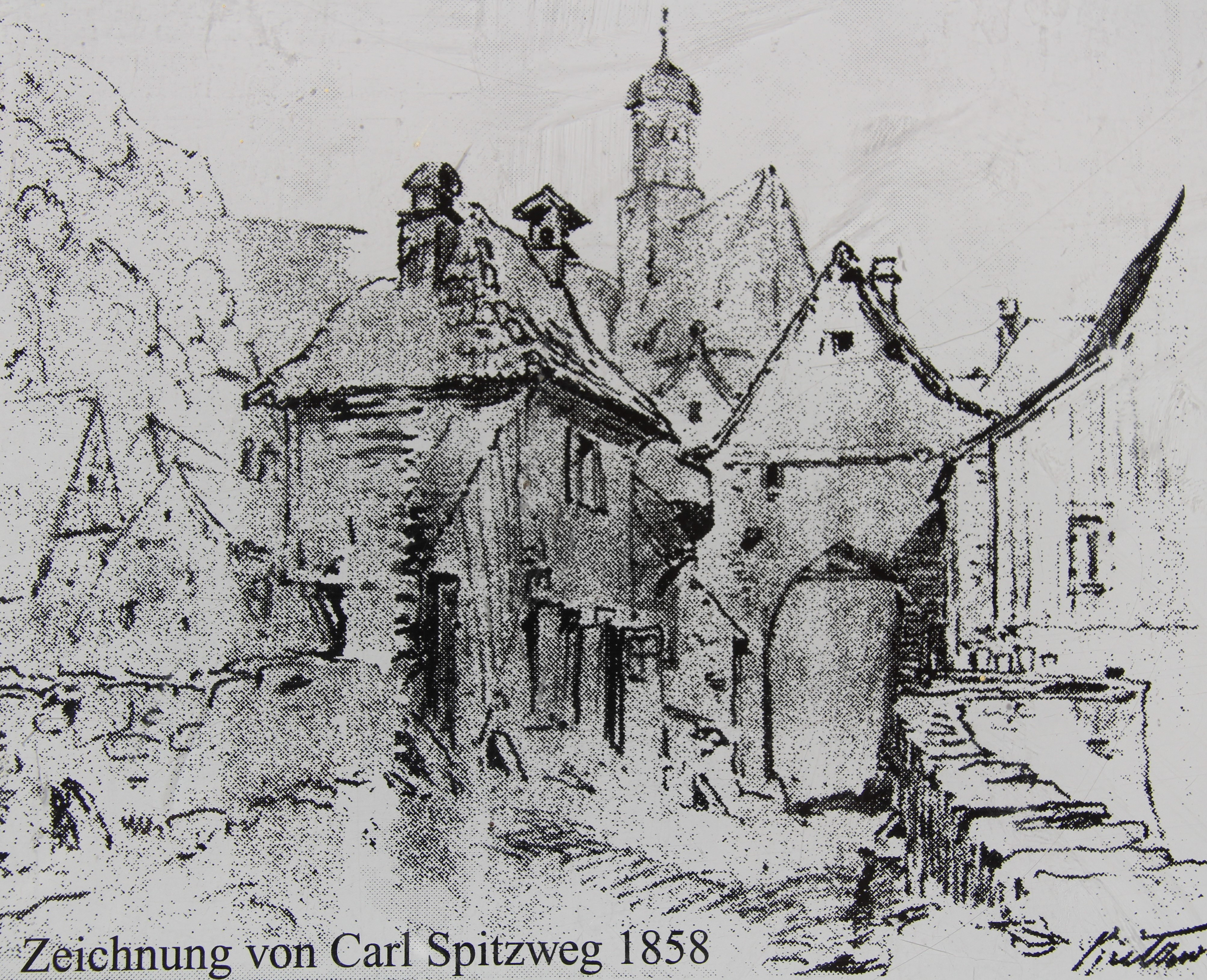
Das Brucktor nach einer Zeichnung von Carl Spitzweg (1858)

#### Ehemalige Stadttore
Harburg hatte bereits um 1500 fünf hölzerne Stadttore: das Brucktor (an der Brücke), das Egelseetor (führt zum Egelsee), das Nördlinger Tor bzw. Tiefe Tor, das Vesttor (führt zur Veste bzw. Burg) und das Griestor bzw. Donauwörther Tor. Damit keine unerwünschten Personen wie Diebe, Räuber, Bettler und Wegelagerer in die Stadt kommen konnten, wurden die Tore jeden Abend geschlossen. Eine Stadtmauer war größtenteils unnötig, da die Stadt von Hausmauern fast ganz umschlossen war. Zwischen 1861 und 1863 wurden alle Tore – offiziell wegen Baufälligkeit, zu hoher Unterhaltskosten und gesundheitlicher Risiken für die Bewohner – abgerissen. Inzwischen ist jedoch bekannt, dass sie den Menschen schlichtweg nicht mehr gefielen. An den ehemaligen Standorten der Tore sind heute Gedenktafeln angebracht.

#### Marktplatz

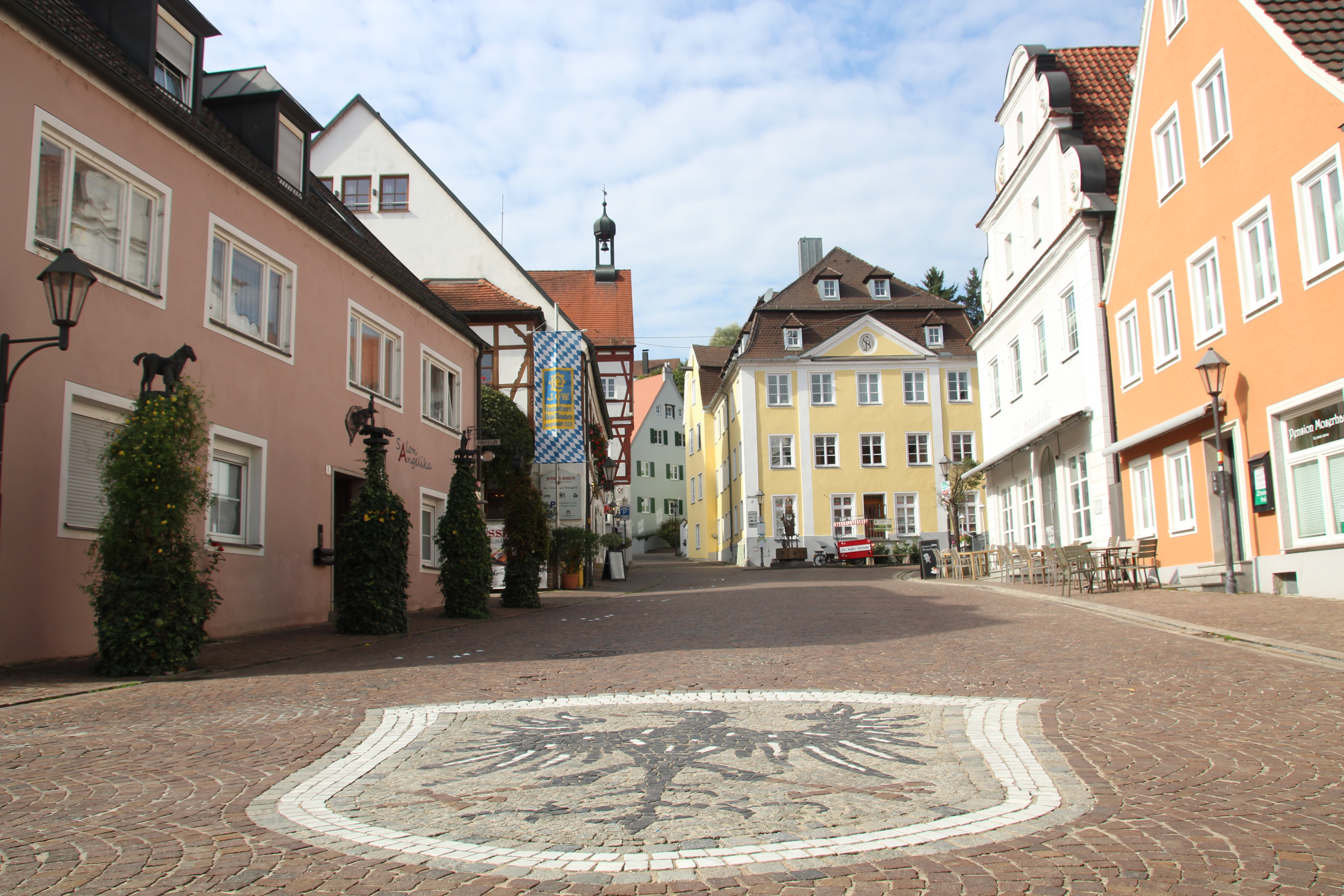
Marktplatz

Von den fünf ehemaligen Stadttoren führen die Straßen sternförmig zum Marktplatz, den Mittelpunkt der Altstadt, der zur Wörnitz hin leicht abfällt. Dominiert wird der Marktplatz am östlichen Ende von einem dreigeschossigen Mansardwalmdachbau mit Vortreppe und klassizistischer Fassade.
Direkt davor befindet sich der bronzene Marktplatzbrunnen, der durch Bildhauer Fred Jansen aus Oettingen gestaltet und im Rahmen der Altstadtsanierung 1996 errichtet wurde. In der Nacht zum 26. September 2019 rammte ein Lkw den Brunnen am Marktplatz und zerstörte ihn. Seit Juni 2020 steht er nach der Wiederstellung durch Fred Jansen wieder an seinem alten Platz.

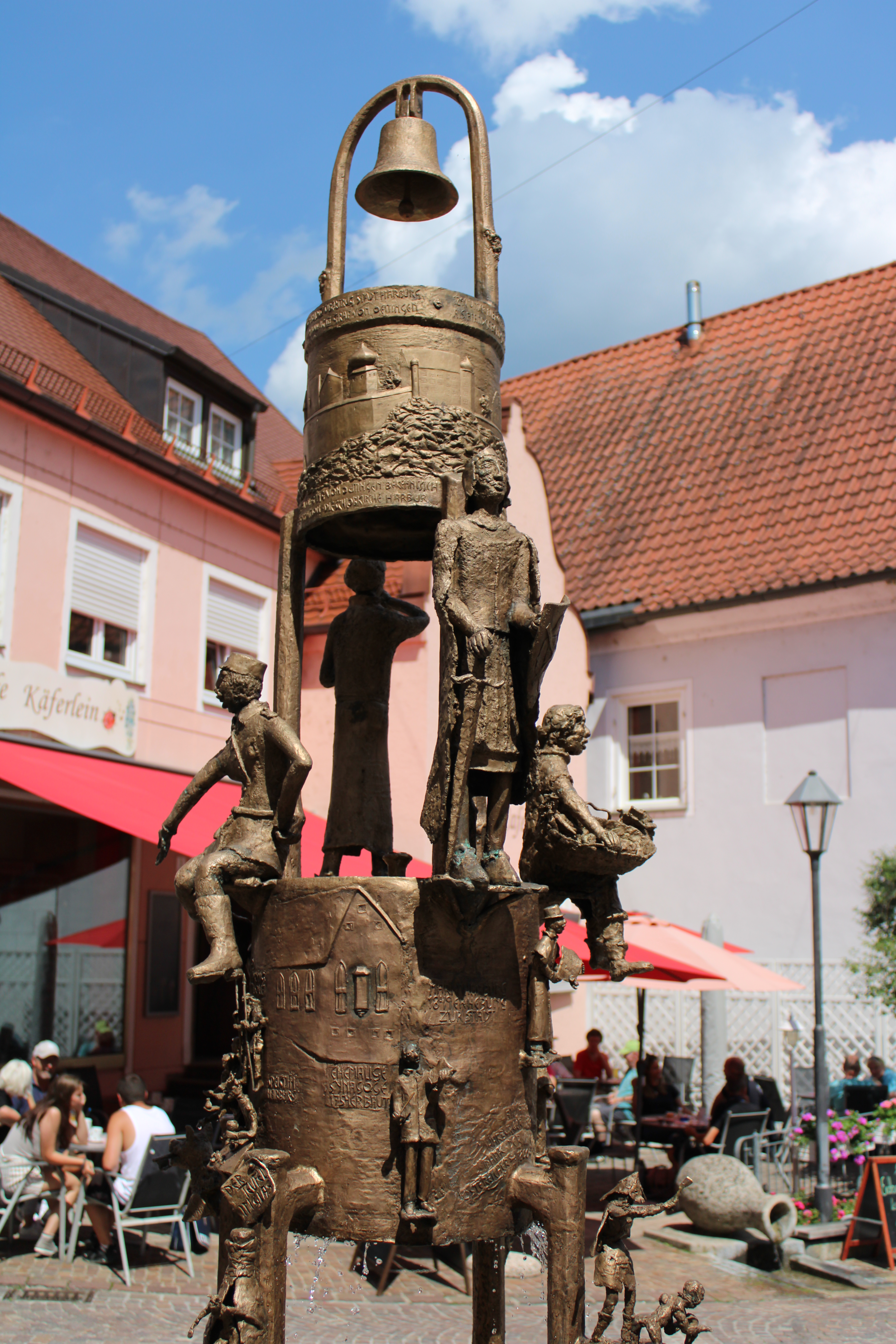
Marktplatzbrunnen, 2020

Der ca. drei Meter hohe Brunnen besteht aus einem Ablaufbecken aus Wachenzeller Dolomit und gliedert sich in drei Bestandteile:
- Das untere Becken symbolisiert durch die Zunftzeichen von Hufschmieden, Flachsbrechern, Fassbindern, Korbflechtern, Schlossern, Wörnitzfischern, Hafnern und Schuhmachern die Handwerksberufe, die in der Stadt früher üblich waren.
- Das mittlere Becken steht für die Stadtgeschichte. Ein Mühlrad repräsentiert die Brückmühle und das Wasser der Wörnitz. Außerdem ist die St.-Barbara-Kirche und die 1754 erbaute Synagoge zu sehen. Eine Figur stellt den Bürgermeister dar, der mit der Urkunde an die Stadterhebung im Jahr 1849 erinnert. Für die Zeit des Dreißigjährigen Krieges steht der schwedische König Gustav II. Adolf, der in Harburg speiste und Abgaben forderte. Die französische Belagerung gegen die in der Burg verschanzten Österreicher wird ebenso dargestellt wie an der Außenseite des Beckens die Figuren aus der Harburger Sagenwelt. Hierzu zählen der Schäfer vom Hüllenloch, der feurige Hund von Eisbrunn und die letzte Harburger Hinrichtung. Als vollplastische Figuren sind der Nachtwächter mit Hellebarde, eine Marktfrau, ein Polizeidiener und Graf Ludwig III. von Oettingen, welcher 1251 von König Konrad IV. die Stadt Harburg als Pfand übertragen bekam, zu sehen.
- Das obere Becken zeigt die Silhouette der Burg und wichtige historische Daten der Burg- und Stadtgeschichte. Der Brunnen schließt mit der Blutglocke ab, die sich im Original auf dem Rathausdach befindet. Durch das Läuten der Glocke wurden Todesurteile bekanntgegeben.[41]

Neben dem Marktplatz schließt sich in Richtung Westen das Rathaus an. Der dreigeschossige Satteldachbau mit der sogenannten Blutglocke besitzt ein massives Erdgeschoss. In den Jahren 1975 bis 1977 wurde der alte Bau mit wiederverwendeten Fachwerkteilen des 15. Jahrhunderts umgestaltet und um einen Anbau erweitert. Es ist eines der ältesten Gebäude im Stadtbild.

#### Kirchen
- Die seit der Reformation evangelische Schlosskirche St. Michael auf der Burg Harburg dient der evangelischen Kirchengemeinde als Gotteshaus u. a. in den Sommermonaten. Sie ist die älteste Kirche in Harburg und geht zurück auf die Romanik. Unter Fürst Albrecht Ernst II. zu Oettingen-Oettingen wurde sie 1720 im barocken Stil umgebaut.
- Die evangelische Stadtpfarrkirche St. Barbara am Fuße des Burgberges neben dem Rathaus wurde 1612 von Graf Gottfried zu Oettingen-Oettingen erbaut und sollte im Gegensatz zu ihrem Vorgängerbau der Bevölkerung mehr Platz bieten.
- Die katholische Stadtpfarrkirche Herz Jesu auf dem Kirchenberg wurde 1901–1903 im neugotischen Stil  von Jakob Angermair errichtet.[42]

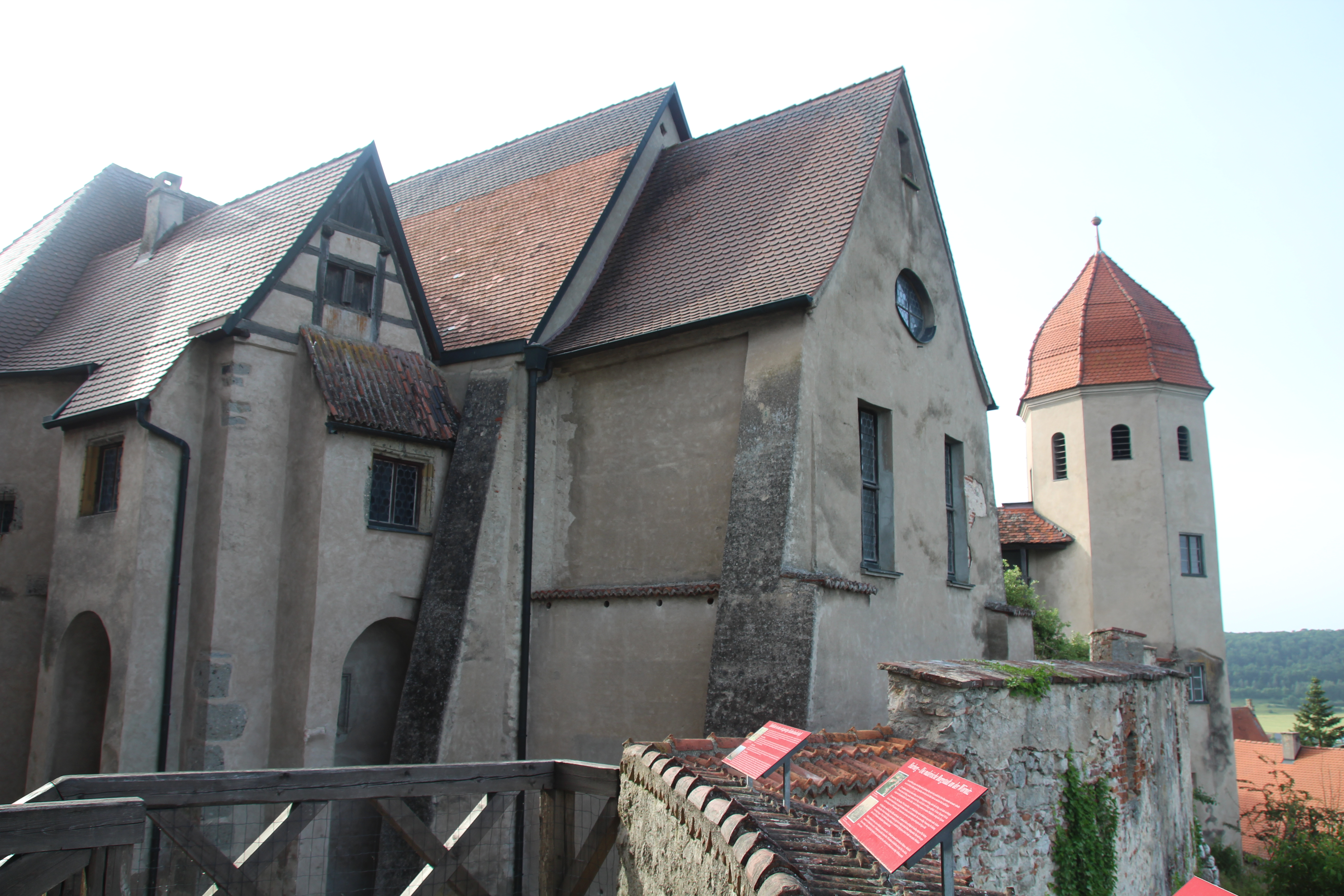
St. Michael
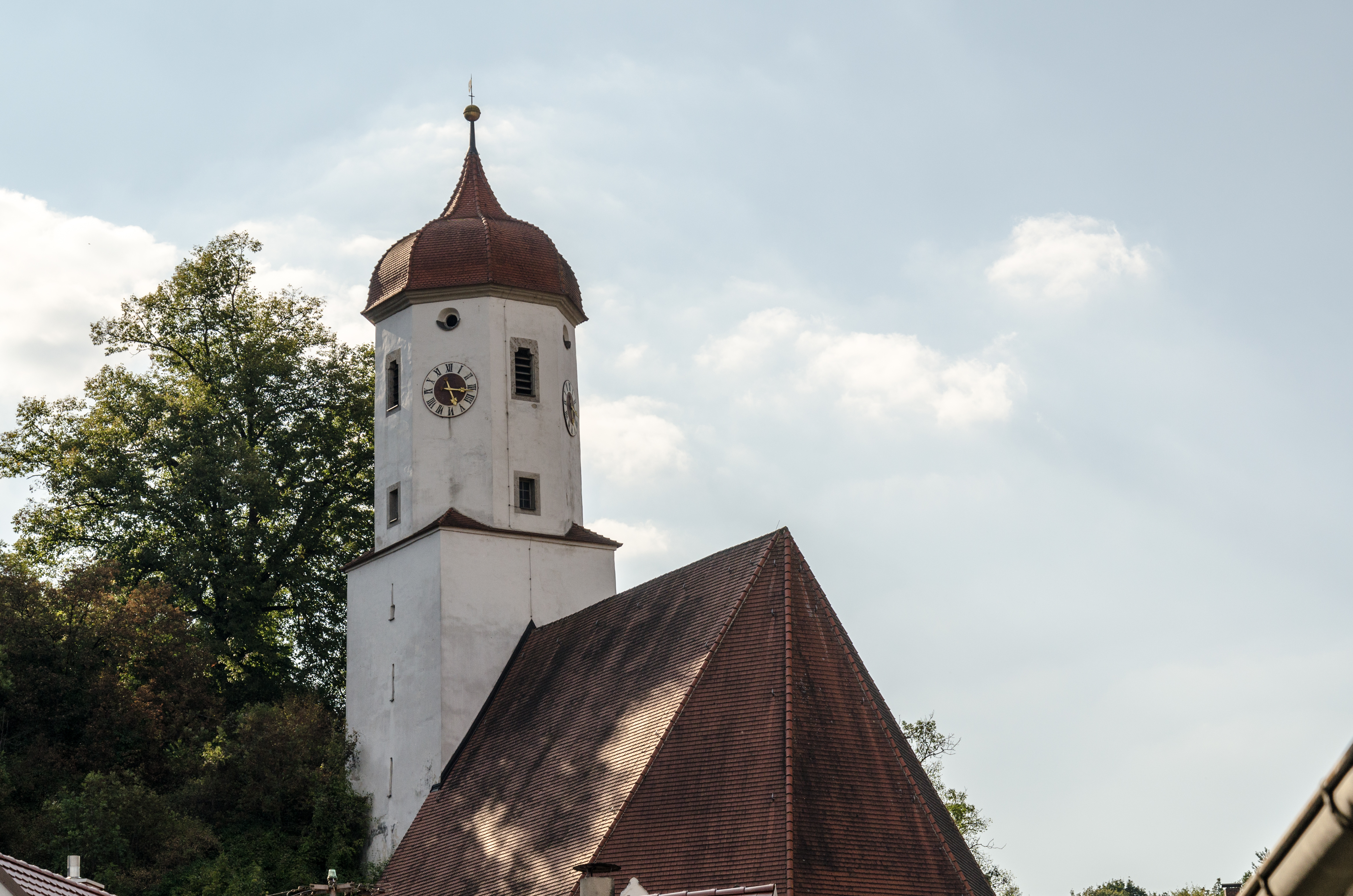
St. Barbara
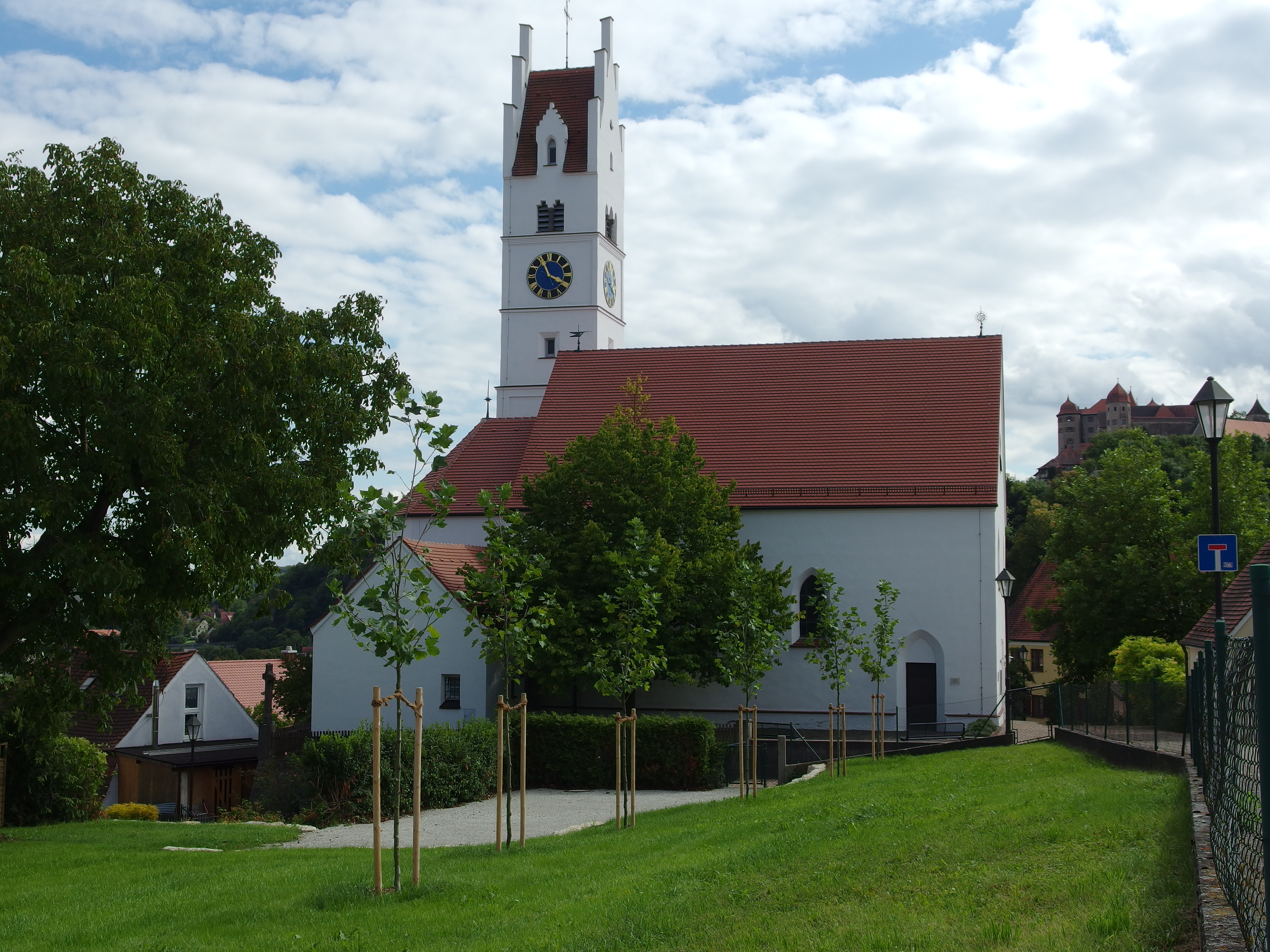
Herz Jesu

#### Steinerne Brücke

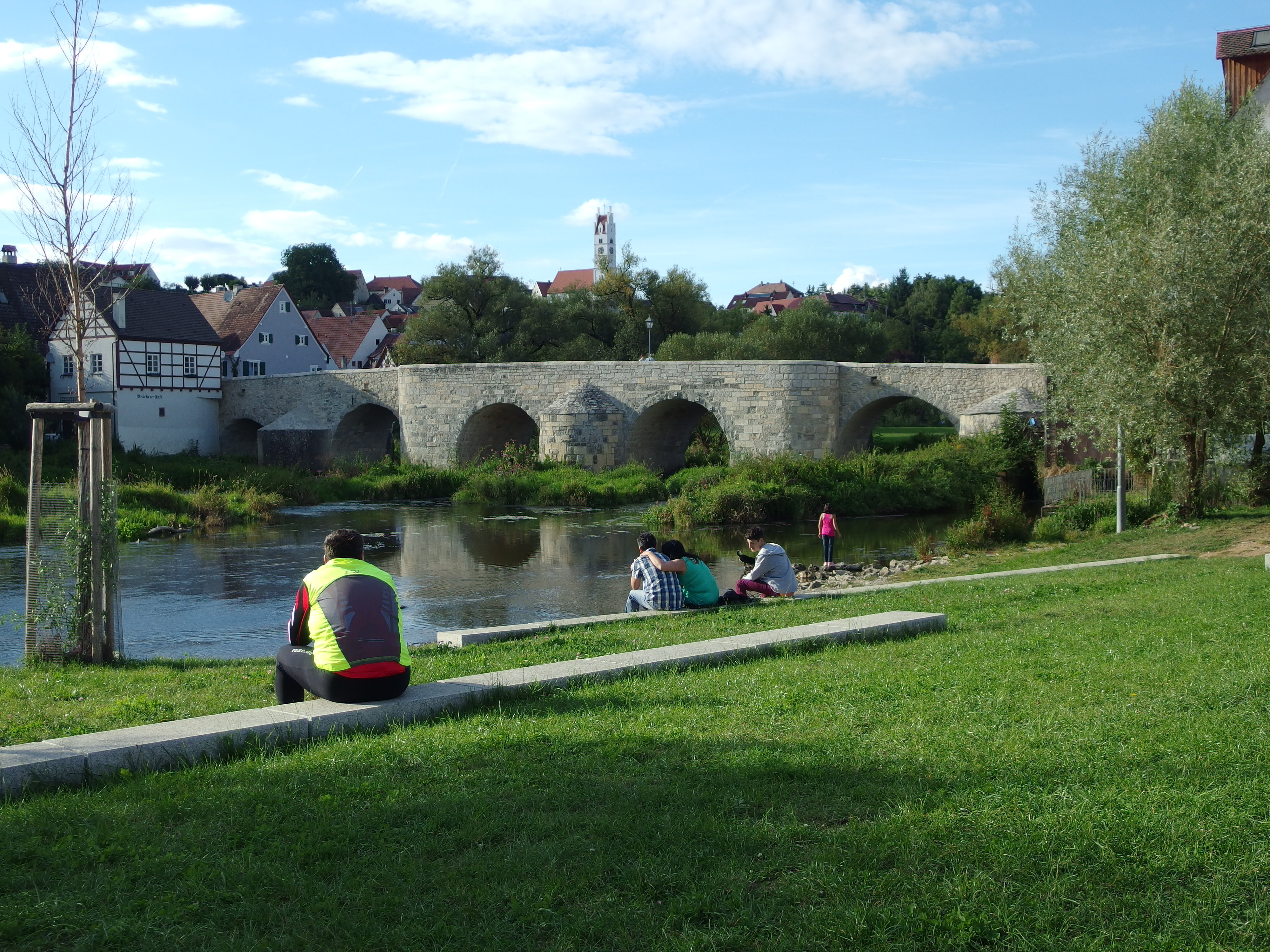
Steinerne Brücke und Wörnitzstrand

Die Steinerne Brücke, umgangssprachlich auch „alte Bruck“ oder nur „Bruck“ genannt, bildete lange Zeit die einzige Möglichkeit, trockenen Fußes von einem Wörnitzufer zum anderen zu gelangen. Sie zählt neben der markanten Burganlage zu den Wahrzeichen der Stadt. Die Rundbogenkonstruktion wurde 1729 nach einem verheerenden Hochwasser aus Steinquadern mit sieben Jochen und gedeckten Brecherpfeilern erbaut. Als Baumaterial wurde auch Suevit verwendet. Im Jahr 1784 wurde sie in Teilen erneuert, da sie durch ein Hochwasser Schäden davontrug.
Um den Unterhalt der Brücke finanzieren zu können, hatte die Gemeinde seit jeher das Recht, Brücken- und Pflasterzoll zu erheben. Hierbei musste ein beladener Wagen, der in den Markt hineinfahren wollte, 4 Kreuzer entrichten. Für einen beladenen zweirädrigen Karren wurde nur die Hälfte verlangt. Die Gebühr war nur einmal am Tag fällig, dass galt auch, wenn man mehrmals mit dem Fuhrwerk durch den Markt fuhr. Einheimische Bürger waren von dem Zoll befreit. Bis zum Anschluss an das Eisenbahnnetz war der Brücken- und Pflasterzoll eine wichtige Einnahmequelle für Harburg, der einen Anteil von rund 20 % an den Gesamteinnahmen hatte.
Am Ende des Zweiten Weltkrieges im Jahr 1945 wurden Mitteljoche durch Sprengungen zerstört. Die Schäden wurden nach Kriegsende durch eine geringfügige Verbreiterung der Brücke behoben.  Steintafeln, eingepasst in die Ausbuchtungen der Pfeiler, halten die geschichtlichen Daten rund um die Brücke fest.
Seit dem Jahr 1985 findet auf und um die Wörnitzbrücke das Harburger Brückenfest statt.

#### Märchenweg
Der Märchenweg beginnt am Wörnitzstrand und setzt sich über die alte Steinerne Brücke bis in die Altstadt zum Marktplatz fort. Bei St. Barbara beginnt der Rundweg um die Burg Harburg, der ab 2021 durch einen Märchenwald vom oberen Burgparkplatz bis zur Schönen Aussicht auf dem Wedelbuck führt. Von Mai bis Oktober ist der Märchenweg geöffnet und wurde von Ehrenamtlichen vorbereitet, errichtet und wird von ihnen gepflegt. Infotafeln zum Märchenweg gibt es auf der Steinernen Brücke und am oberen Burgparkplatz.

#### Infostelle des Geopark Ries

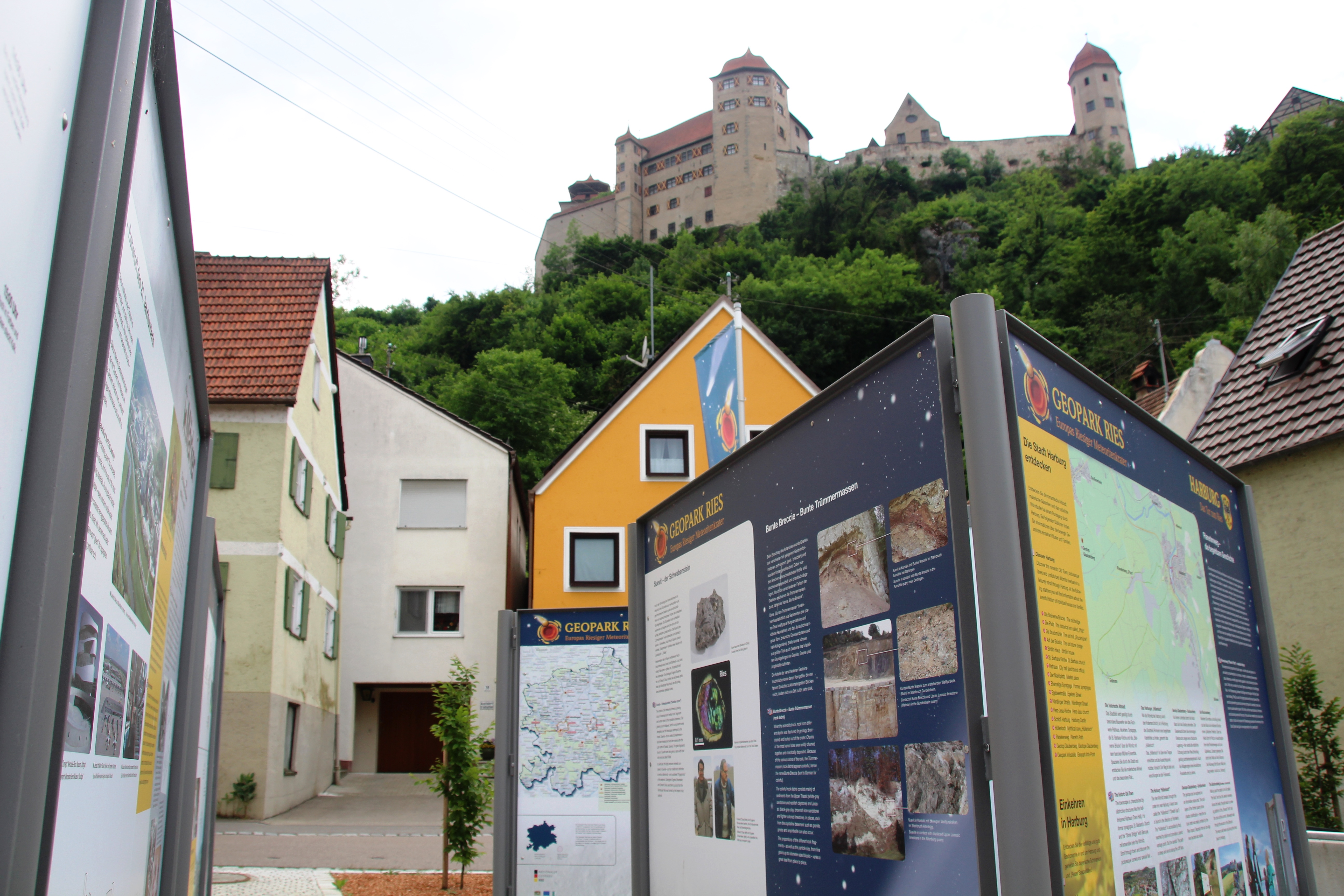
Infostelle des Geopark Ries

Seit Sommer 2020 befindet sich eine Infostelle des Geoparks Ries in der Donauwörther Straße. Sie gibt Auskunft über die Entstehung des Rieskraters, die Geologie und enthält einen Überblick über die Stadtgeschichte und die Sehenswürdigkeiten von Harburg.

### Wiederkehrende Veranstaltungen

#### Feste
Folgende Veranstaltungen finden regelmäßig statt:
- Vatertagsstadl' (jährlich an Christi Himmelfahrt)
- 'Bockfest' (jährlich Ende Juni)
- Brückenfest (alle zwei Jahre, Anfang August)
- Sunfield Festival in Großsorheim (jährlich Ende August)

#### Märkte
Dreimal im Jahr findet ein Markt in Harburg statt:
- Kunst im Park, Kunsthandwerkermarkt (jährlich am Muttertag)
- Herbstmarkt mit dem Selber g'macht Markt (jährlich am letzten Sonntag im September)
- Weihnachtsmarkt

#### Veranstaltungen
- Serenade im Schlosshof der Burg Harburg, jährlich im Juli
- Harburger Kunstsommer mit Märchenweg um die Burg
- Rosetti-Festtage im Juni mit einem Konzert im Festsaal auf Schloss Harburg.[48]
- Harburger Kulturherbst bietet von September bis Oktober Konzerte, Kabarett, Theater und eine Kunstausstellung an.
- Berufswegekompass, Ausbildungsmesse mit 125 Ausstellern zu 285 Berufsbildern seit 2002, jährlich im Oktober[49]
- Landfrauentag (jährlich im Februar)

## Naturschutz
Im Stadtgebiet gibt es mit der Priel bei Brünsee ein Naturschutzgebiet. Dieses enthält die größte Jura-Karstquelle Schwabens. Hinzu kommen verschiedene FFH-Gebiete wie die Harburger Karab, der Heroldinger Burgberg und das Wörnitztal. Das bayerische Landesamt für Umwelt hat fünf Geotope im Stadtgebiet ausgewiesen: die Malmscholle Rauhe Birk bei Ebermergen die Karstquelle in Brünsee, die Felskuppe Wöllwart, der Felshang am Fischholz und der Wedelbuck bei Harburg.

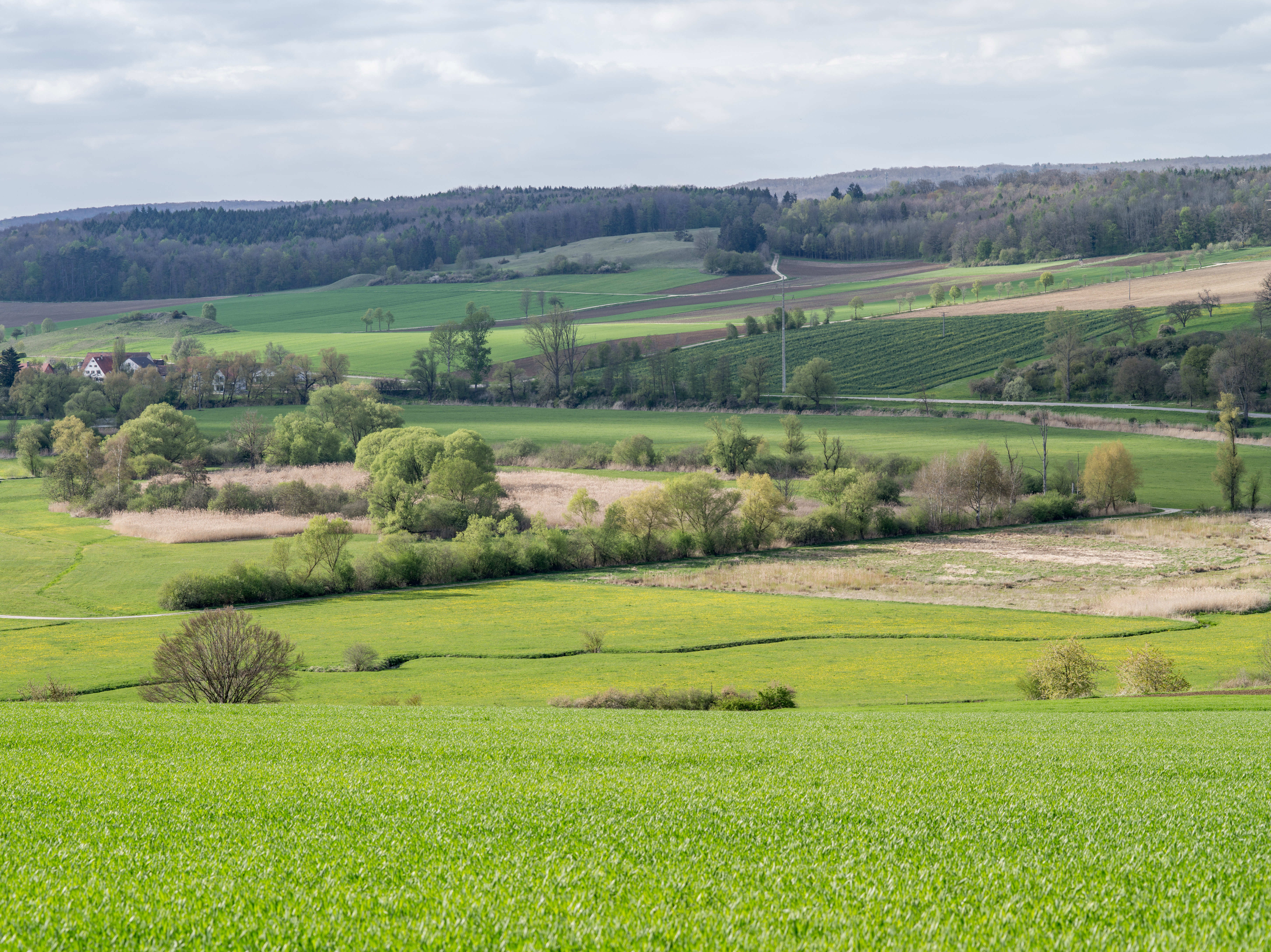
NSG Priel
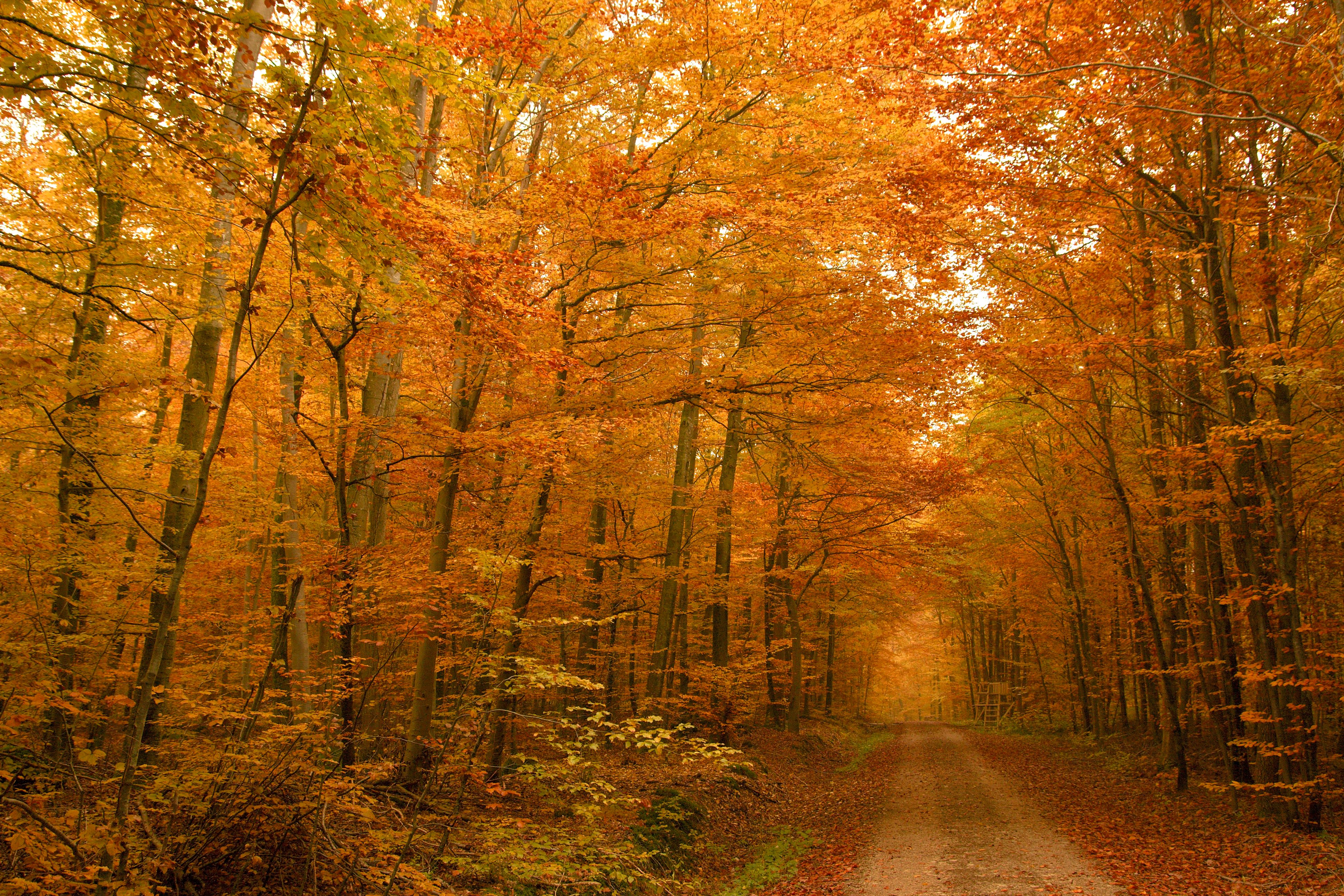
Harburger Karab
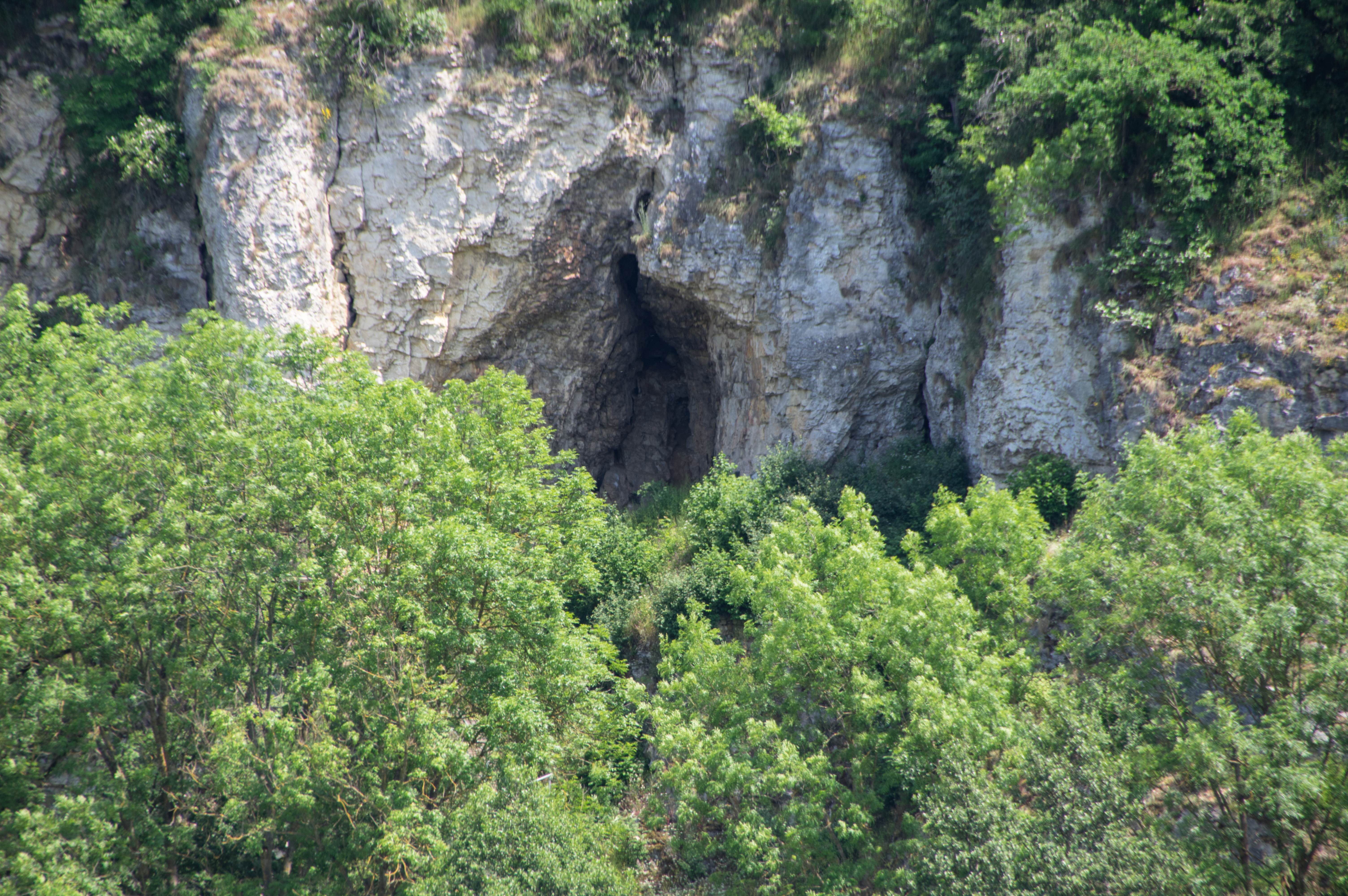
Felsen am Fischholz mit Hüllenloch
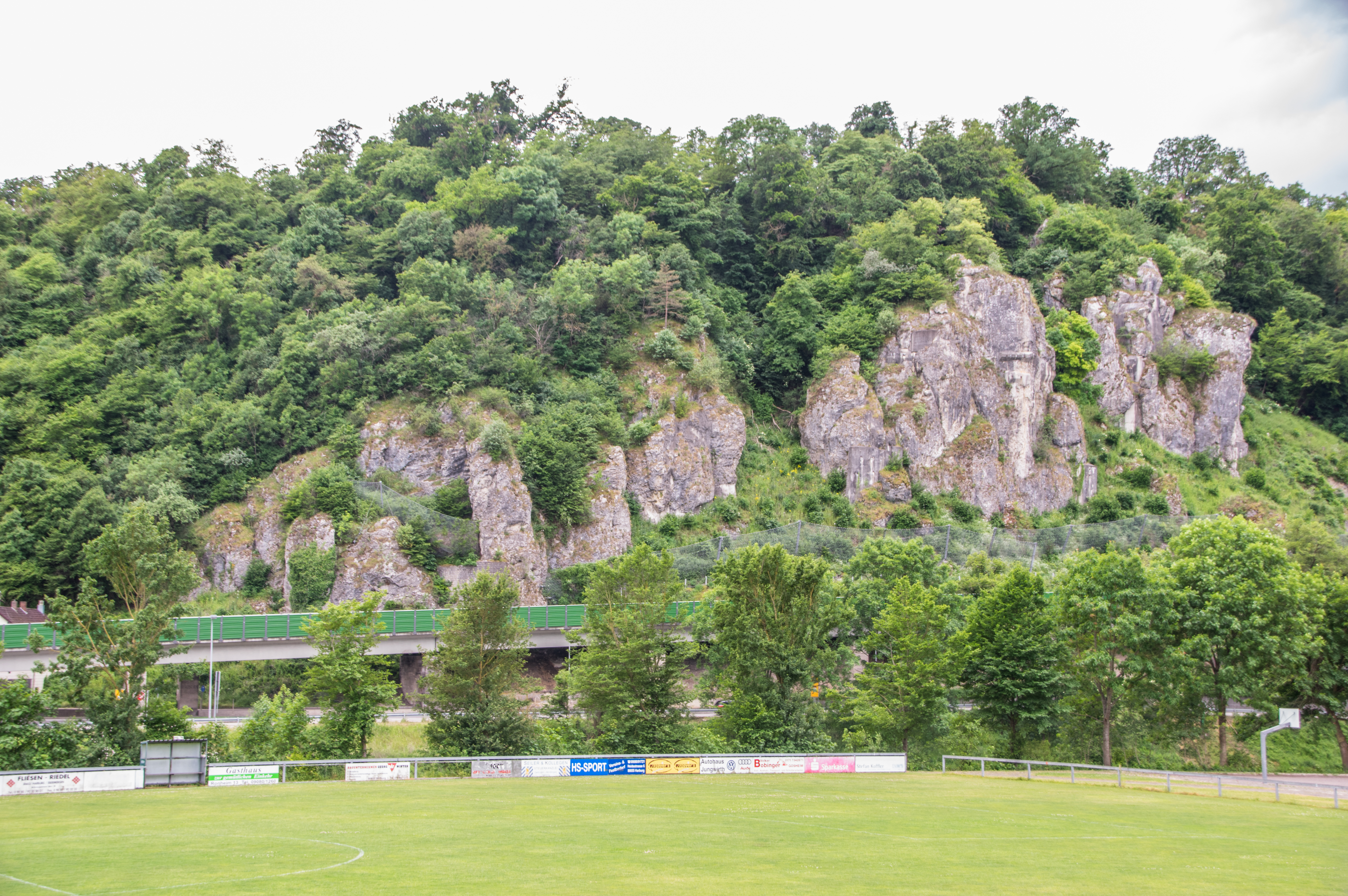
Wedelbuck

Zu den Landschaftsschutzgebieten zählen der Bereich zwischen Harburg und Großsorheim mit dem Bock und das Gebiet zwischen Katzenstein und dem Sonderhof. Diverse Naturdenkmäler befinden sich im Stadtgebiet wie der Rollenberg bei Hoppingen, die Lindenallee beim oberen Burgparkplatz und der gesamte Burgberg in Harburg.

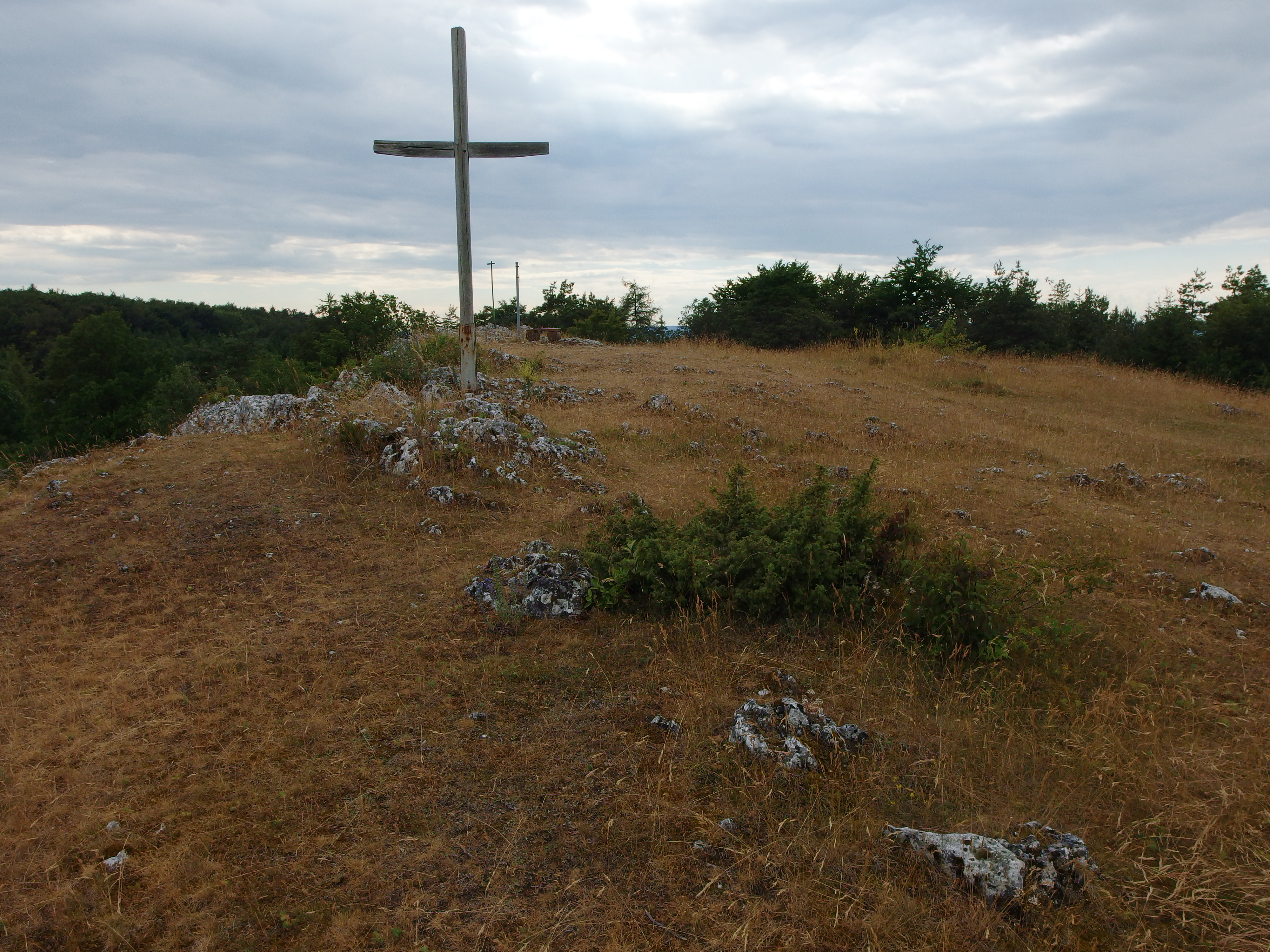
Bock
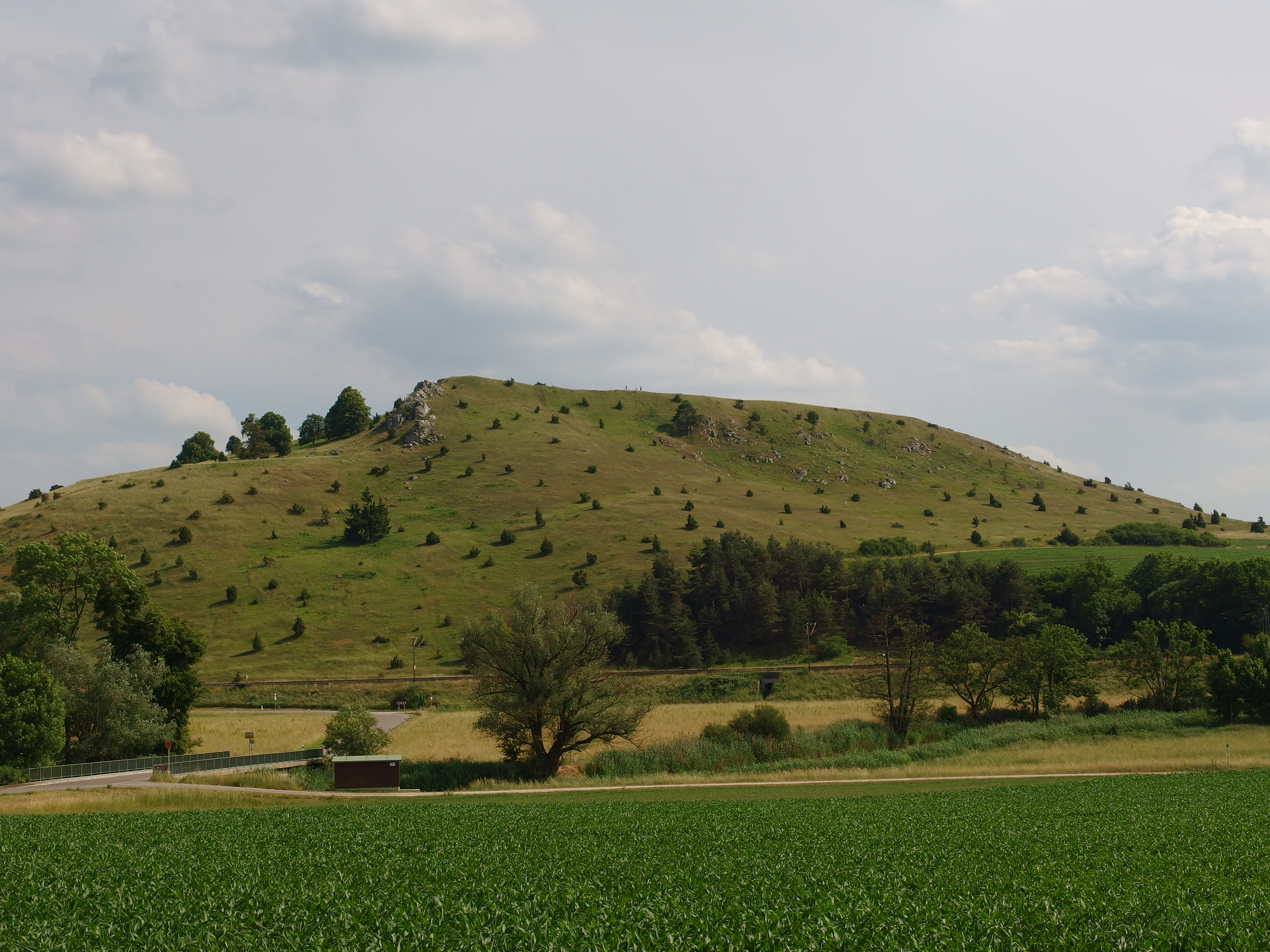
Rollenberg bei Hoppingen
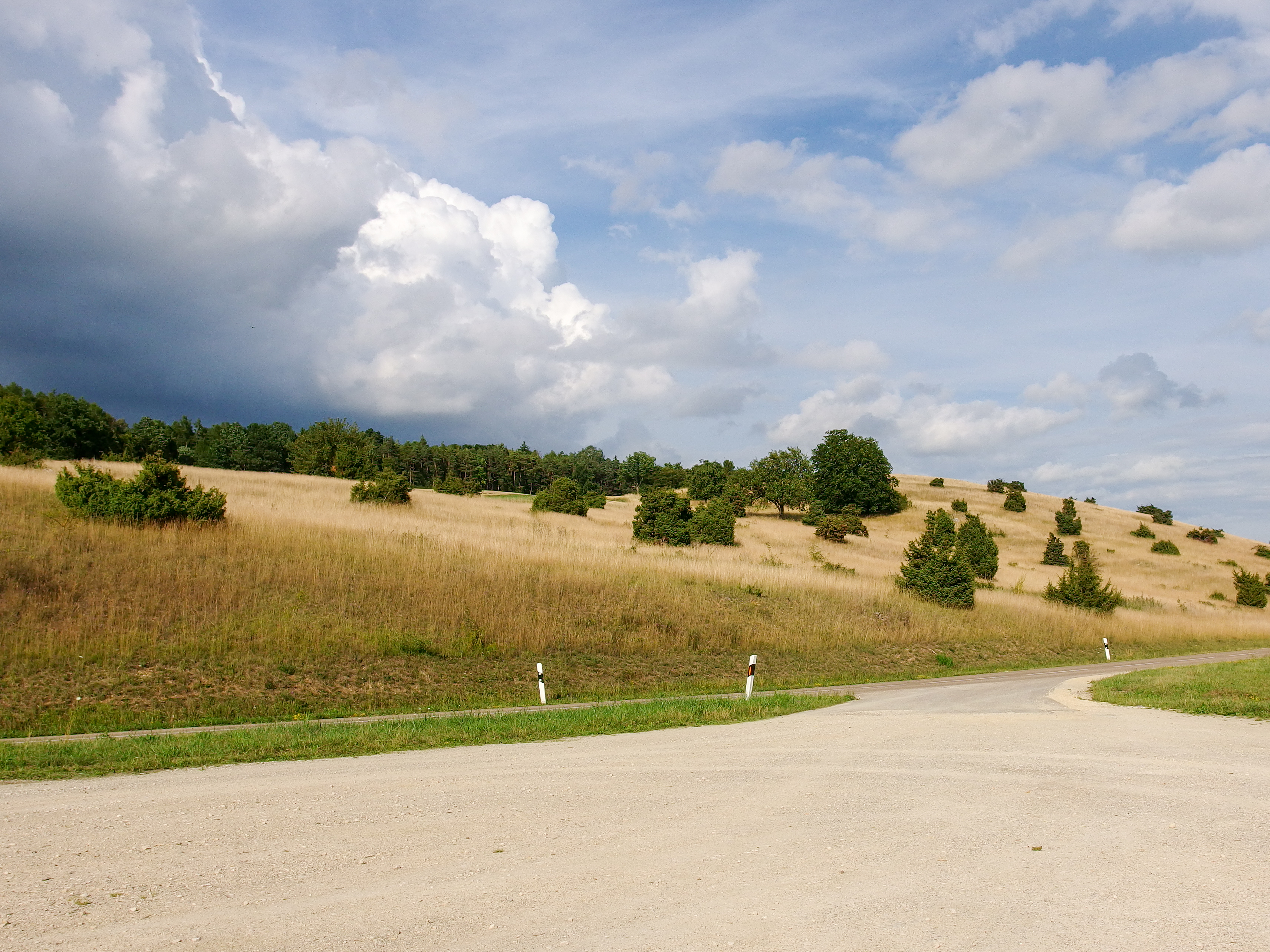
LSG zwischen Katzenstein und dem Sonderhof
Lindenallee am oberen Burgparkplatz

## Wirtschaft und Infrastruktur

### Verkehr

#### Straßenverkehr
Mit dem Auto ist Harburg über die Bundesstraße 25 zu erreichen, die bei Harburg in einem Tunnel die Burganlage unterquert. Harburg liegt zentral im Landkreis Donau-Ries und ist mit den wichtigsten anderen Städten im Landkreis durch Landesstraßen verbunden.

#### Schienenverkehr

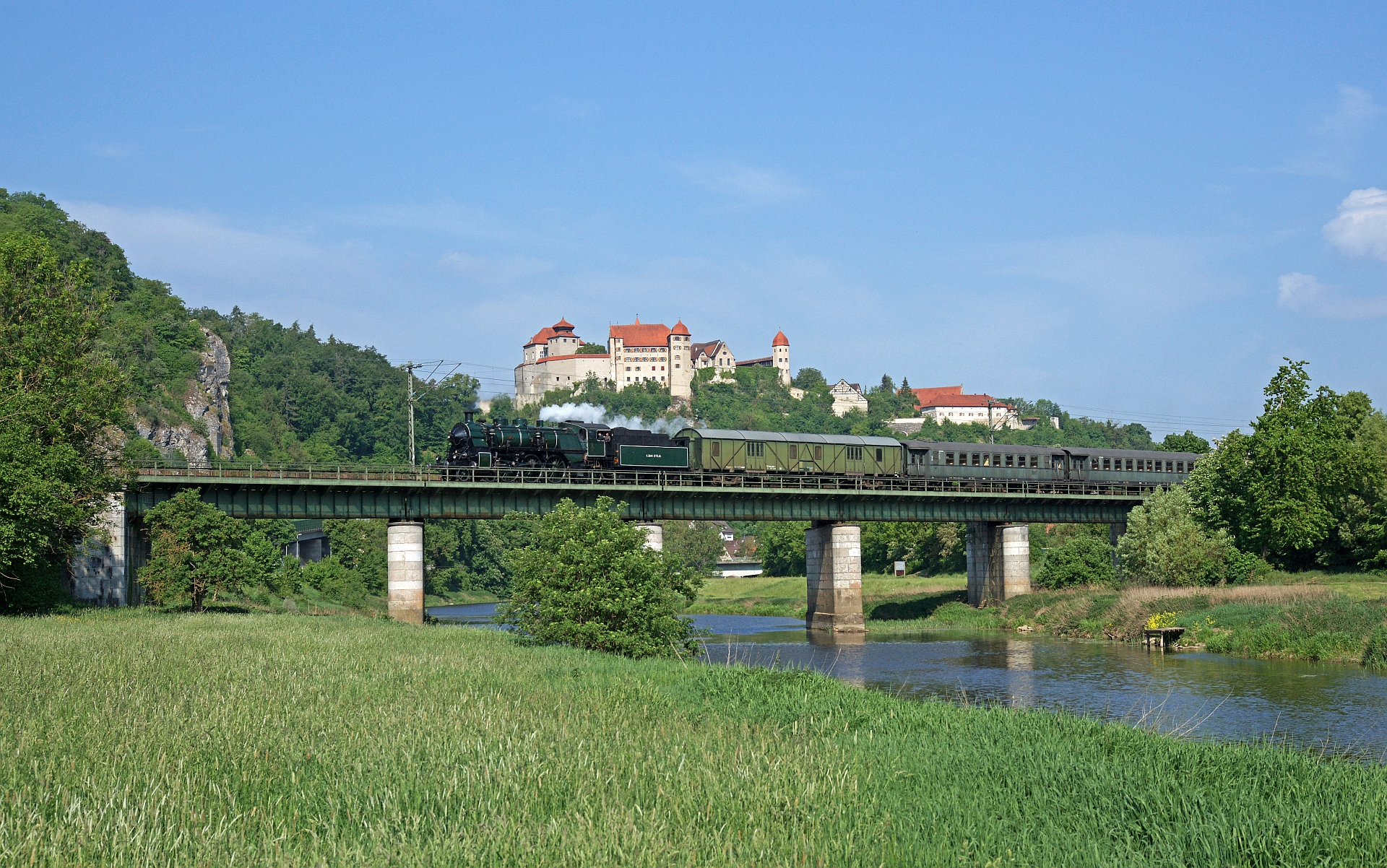
Lokomotive während der Rieser Dampftage des bayerischen Eisenbahnmuseums Nördlingen

In Hoppingen, Harburg und Ebermergen existieren Bahnhöfe an der Bahnstrecke Augsburg–Nördlingen.
In Harburg gibt es einen barrierefreien Haltepunkt. Dieser wurde im Jahr 2022 näher ins Stadtzentrum verlegt, rund 0,7 km vom bisherigen Bahnhof entfernt. Der Bahnhof wird nur noch als Betriebsbahnhof genutzt. Während der Rieser Dampftage des bayerischen Eisenbahnmuseums Nördlingen ist der Bahnhof Harburg End- bzw. Startpunkt des historischen Lokomotivenzuges. Dieser verkehrt als Pendlerzug an jeweils einem Wochenende im Mai, August und Oktober auf der Teilstrecke Nördlingen – Harburg.
Mündling  an der Bahnstrecke Donauwörth – Treuchtlingen wird nicht mehr im Personenverkehr bedient.

#### Fahrradverkehr
Über den Fernradweg Romantische Straße ist Harburg für Radler zu erreichen. Zahlreiche weitere Radwege kreuzen sich in und bei Harburg.

#### Fernwanderwege
Harburg ist Endpunkt des Frankenweges und Etappenort des Bayerisch-Schwäbischen Jakobusweges sowie des Pilgerweges Via Romea. Der Hauptwanderweg 1 des Schwäbischen Albverein endet mit der Plutodarstellung bei Harburg auf dem Bockberg.

### Wirtschaft

#### Arbeitsplätze
2018 gab es im Stadtgebiet 1018 sozialversicherungspflichtige Arbeitsplätze. Von der Wohnbevölkerung standen 2382 Personen in einem versicherungspflichtigen Beschäftigungsverhältnis. Die Zahl der Auspendler war um 1364 größer als die der Einpendler. 44 Einwohner waren im Jahr 2018 arbeitslos.

#### Beschäftigungsstruktur
| Wirtschaftszweig                                          | Sozialversicherungspflichtig Beschäftigte (2018) |
| --------------------------------------------------------- | ------------------------------------------------ |
| Land- und Forstwirtschaft, Fischerei                      | 12                                               |
| Produzierendes Gewerbe                                    | 544                                              |
| Handel, Verkehr und Gastgewerbe                           | 96                                               |
| Erbringung von Unternehmensdienstleistungen               | 164                                              |
| Erbringung von privaten und öffentlichen Dienstleistungen | 202                                              |
| Gesamt                                                    | 1018                                             |

#### Ansässige Unternehmen
(Auswahl)

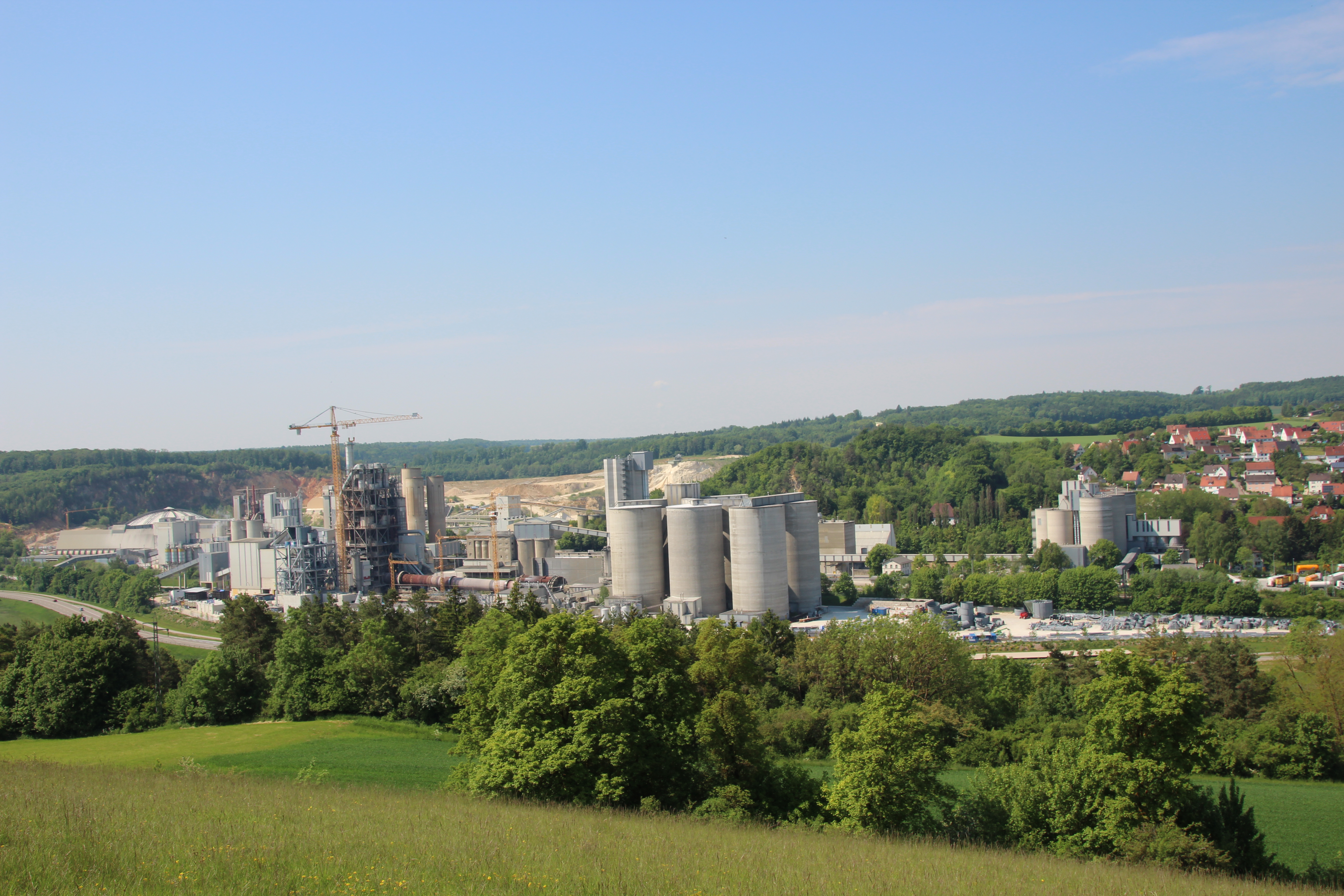
Märker Zementwerk

Der Hauptsitz der Märker-Gruppe prägt mit seinen hohen Kalköfen und anderen Produktionsanlagen die Ansicht von Südosten. Ein weiteres großes Unternehmen ist die HPC AG, ein international agierendes Ingenieurbüro mit Sitz in der Harburger Altstadt, welches sich auf dem Gebiet des geotechnischen Umweltschutzes und der Infrastrukturplanung spezialisiert hat. Daneben existieren vor allem kleinere Handwerksbetriebe. Ladengeschäfte verschwinden nach und nach aus dem Stadtbild.

### Medien
Auf dem Hühnerberg, oberhalb der Stadt Harburg (Schwaben), befindet sich der seit dem 3. November 2014 in Betrieb genommen 174 m hohe Sendeturm des Bayerischen Rundfunks. Dieser dient in dritter Generation dem Hörfunk und Fernsehen.

### Tourismus
Die Burg Harburg und auch die Altstadt und die Wörnitz sind für Tagesausflügler und Familien ein beliebtes Touristenziel im Ferienland Donau-Ries. Überregional bekannt geworden ist seit 2019 der Harburger Märchenweg. Um das touristische Angebot zu erweitern, wurde im Sommer 2021 die Audio-Tour „Harburg hören“ im Bereich der Altstadt geschaffen. Daneben gewinnt der Rieskrater bei Touristen in der gesamten Riesregion immer mehr Interesse. Hierzu wurde durch den Geopark Ries eine Info-Stelle in Harburg und das Geotop Glaubenberg bei Großsorheim geschaffen.
Harburg liegt an der Romantischen Straße, ist Endpunkt des Frankenweges und Etappenort des bayerisch-schwäbischen Jakobsweges sowie des Pilgerweges Via Romea. Der Hauptwanderweg 1 des Schwäbischen Albvereins und der Rieskrater-Planetenweg enden mit der Plutodarstellung bei Harburg auf dem Bockberg. Daneben gibt es mit dem Bock- und dem Eisbrunnrundweg sowie dem Ries-Panoramaweg drei regionale Rundwanderwege um Harburg.

### Öffentliche Sicherheit
- Bayerisches Rotes Kreuz, Stellplatz Harburg (seit April 2015)[53]
- Freiwillige Feuerwehr Harburg[54]

### Bildung
- Bildungswerk der Stadt Harburg (Schwaben)[55]
- Grund- und Mittelschule[56]

### Archive und Bibliotheken
- Stadtbücherei Harburg[57]
- Stadtarchiv Harburg
- Fürstlich Oettingen-Wallersteinsches Archiv Harburg
- Fürstlich Oettingen-Spielbergsches Archiv Harburg

## Persönlichkeiten

### Ehrenbürger
Die Satzung über die Verleihung von Ehrungen durch die Stadt Harburg setzt für das Ehrenbürgerrecht folgende Voraussetzungen fest:

„Das Ehrenbürgerrecht ist die höchste Auszeichnung, welche die Stadt Harburg lebenden
Personen zuteil werden lassen kann. Eine Verleihung ist nur möglich, wenn die zu ehrende
Persönlichkeit durch besonders fruchtbares Wirken entscheidend die Entwicklung der Stadt
beeinflusst und so das Wohl der Bürgerschaft gefördert hat oder wenn sie durch
hervorragende Leistungen z.B. im Bereich der Kunst, Wissenschaft, Wirtschaft oder des
Sozialwesens das Ansehen der Stadt außergewöhnlich gemehrt hat.“

Folgende Personen wurde das Ehrenbürgerrecht verliehen:
- August Märker, Firmengründer der Zementfabrik Märker, Verleihung am 23. Mai 1927[58]
- Wolfgang Märker
- Ellen Märker, Verleihung 2020[58]
- Gertrud Beck, Verleihung 2022[59]

### Söhne und Töchter der Stadt
- Albrecht Eberhard Killinger (1688–1764), Verwaltungsjurist und markgräflicher Kammerrat
- Georg Jakob Schäblen (1743–1802), evangelischer Theologe und Volkspädagoge
- Friedrich Böhm (1885–1965), Versicherungsmathematiker und Hochschullehrer
- Lieselotte Klepper-Purjahn (* 1910; †), Malerin, Grafikerin und Illustratorin
- Karl Martin Graß (* 1937), Politiker und Historiker

### In Harburg wirkende Persönlichkeiten
- Wolfgang I. von Oettingen (1455–1522), Graf zu Oettingen
- Karl Wolfgang von Oettingen, Graf zu Oettingen
- Georg Adam Michel (1708–1780), Superintendent zu St. Barbara von 1744 bis 1747
- Abraham Elias Model († 1760), jüdischer Hoffaktor in der Grafschaft Oettingen
- Joseph Eschenlohr (1886–1978), Maler und Fotograf
- Erich Martin Müller (1888–1972), Maler
- Carolin Hingst (* 1980), Stabhochspringerin

## Sonstiges

### Harburg im Film
Harburg wurde mehrmals von Filmemachern als Kulisse benutzt. So sind Harburg-Aufnahmen im Film Das Haus in Montevideo (1963) mit dem heute nicht mehr vorhandenen Hochwassersteg an der Steinernen Brücke sowie in Robert und Bertram (1961) mit einer Szene am Wörnitzstrand zu sehen. Josef Vilsmeyer zeigt in seinem Film Bavaria – Traumreise durch Bayern (2012) die Harburg von oben.

### Sagen

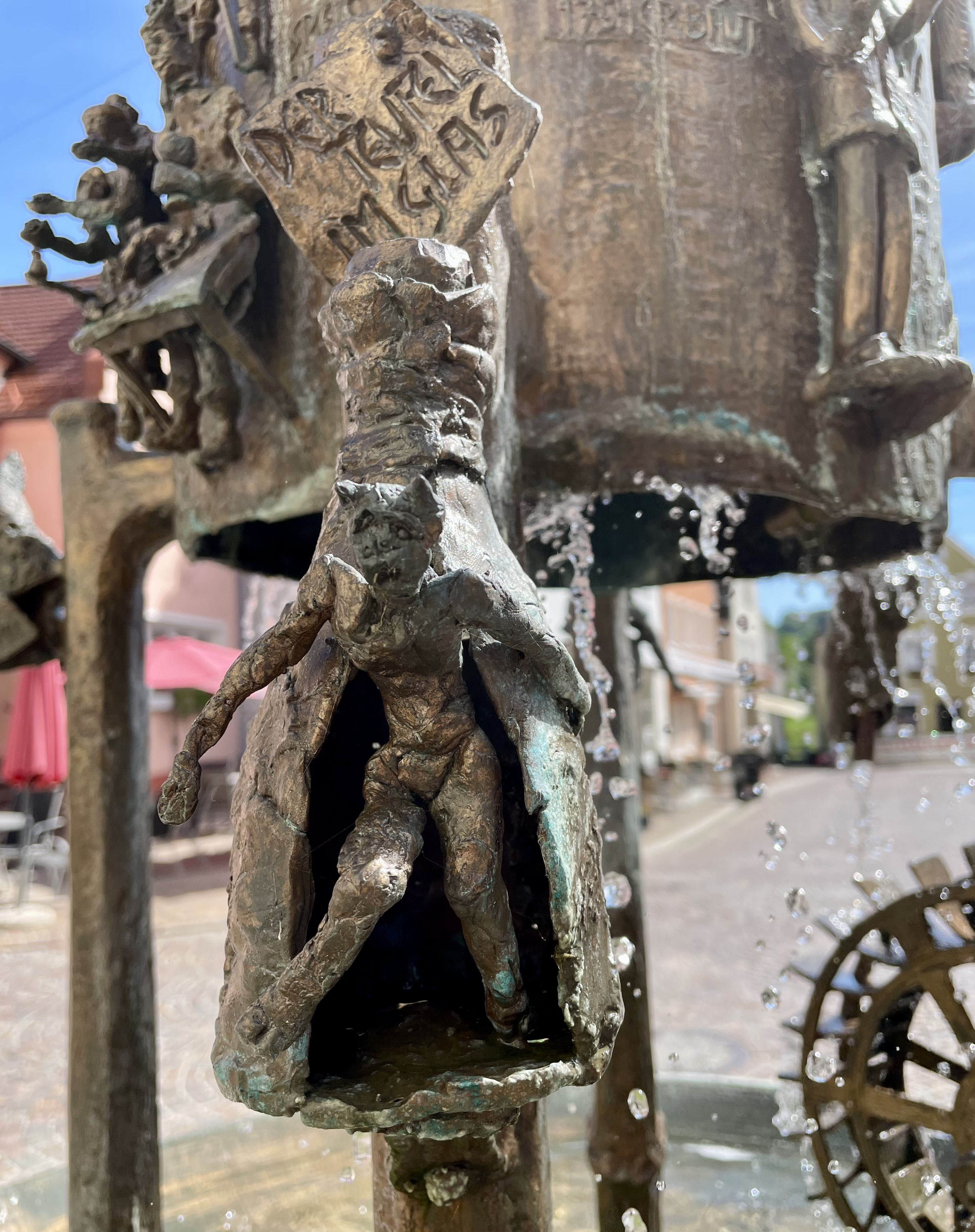
Einige Sagen sind am Marktplatzbrunnen dargestellt. Im Bild zu sehen, die Sage vom Teufel im Glas.

Im Zusammenhang mit Harburg gibt es mehrere Sagen. Eine davon handelt von Elisabeth von Leuchtenberg, Tochter des Landgrafen von Leuchtenberg und Ehefrau von Graf Karl Wolfgang von Oettingen. Sie verirrte sich auf einem Spaziergang in einem Wald namens Karab. In ihrer Not versprach sie, den Wald an diejenigen zu verschenken, die ihr den Weg wiesen. Als sie die Abendglocken von Harburg, Donauwörth und Mertingen hörte, fand sie den Weg zurück und hielt ihr Versprechen, indem sie den Wald den drei Orten schenkte. Im Volksmund wird sie als „das Karafreile“ bezeichnet.
Eine andere Sage erzählt die Geschichte von einem Mönch aus dem Kloster Kaisheim. Er wurde vom Abt entsandt, um die vom Teufel besessene Tochter des Herzogs von Kärnten zu befreien. Dem Mönch gelang es, den Teufel in ein Glas einzusperren und er hängte dieses anschließend nach seiner Rückkehr im Kloster auf. Der Teufel wurde durch den Gotteslob der Mönche gequält und versuchte sie bei ihren Gebeten zu stören. Nach über 200 Jahren schlug ein Blitz im Kloster ein und das Glas ging zu Bruch. Der Teufel entkam und zog angeblich nach Harburg, um sich am Hang des Schlossberges niederzulassen.
Bekannt ist auch die Sage von einem Schäfer, der sich während eines Krieges mit seiner Herde in einer Höhle namens Hüllenloch versteckte. Als seine Schafe abmagerten, überlegte er, sie für einen guten Preis zu verkaufen. Ein Fremder erschien und bot ihm eine Kiste Gold für die Herde an. Nachdem der Handel abgeschlossen war und die Schafe dem Fremden folgten, versuchte die Kiste ebenfalls zu entkommen. Der Schäfer hielt sie fest, aber zur Strafe für seine Untreue blieb er für immer an die Goldkiste gebunden, gemeinsam mit seinem Hund im Hüllenloch.